# Torrero
Torrero-La Paz est un quartier de Saragosse. Il est gouverné par un conseil municipal.
Elle est divisée en quatre zones : Torrero, San Antonio, Venecia et La Paz. Il est situé dans la partie sud de la municipalité de Saragosse et est bordé par les districts de Universidad, San José et Las Fuentes et au sud par les municipalités de Cuarte de Huerva, María de Huerva et Cadrete.

## Histoire
Pendant la guerre d'indépendance espagnole, Torrero a opposé une grande résistance et c'est là que se sont regroupées les forces de résistance de l'Alto Aragón. Ils ont été appelés les 1ers Volontaires de Torrero et plus tard les 1ers Volontaires d'Aragon, remarqués pour leurs actions héroïques contre l'armée napoléonienne, et ont été plus tard pris comme modèle par le Carlisme pour ses bataillons de volontaires.
La construction, promue par Ramón Pignatelli, du canal impérial d'Aragon, dont les eaux atteignaient Saragosse en 1784, et la construction du cimetière en 1834, qui a augmenté la population du quartier, ont constitué une étape importante. Torrero est également mentionné par le romancier britannique Hugh Stowell Scott dans son roman The Velvet Glove.
Au début du XXe siècle, la principale source économique du quartier était les carrières de plâtre, d'où le nom de la Plaza de las Canteras (place des carrières) située dans ce quartier. Ses limites étaient plus larges, au nord jusqu'aux actuelles rues Juan Pablo Bonet et Tenor Fleta, de sorte que le saint patron du quartier Torrero est San Antonio de Padua, dont l'église se trouve hors de ses murs, dans l'actuel quartier San José. Un autre événement important a été la construction de la prison provinciale en 1928. Pendant la guerre civile espagnole, les fusillades de Torrero ont eu lieu. Gumersindo de Estella en a fait un récit détaillé dans ses carnets.
Le nom de Puente de América vient du fait qu'il a été construit par les militaires du détachement America. Le pont actuel date de 1904 et est actuellement surchargé par le trafic, bien qu'il ne soit plus le seul pont sur le canal jusqu'en 2020.
Torrero est devenu un quartier d'immigrants, en particulier de la campagne aragonaise, pendant le développement franquiste, où des logements subventionnés ont été construits et où, en trente ans, il est passé de 1 200 à 12 000 logements).
Le quartier de La Paz, situé dans la partie orientale de Torrero, est né au milieu des années 1940. Parmi ses premiers habitants figuraient de nombreux Andalous. Le quartier a été nommé d'après le père Emilio Pérez Vidal, un prêtre qui a donné plusieurs parcelles de terrain sur lesquelles ont été construites des cabanes, qui ont été divisées en parcelles. Des années 1950 à 1978, plus d'une centaine de familles gitanes se sont installées dans la zone du quartier connue sous le nom de La Quinta Julieta, au nord du quartier, près du canal.
Le parc La Paz est actuellement situé dans cette zone, et le quartier est reconnu dans la ville comme l'un des plus populaires, compte tenu de sa taille relative. Les activités et associations culturelles ont trouvé un large soutien dans ce quartier au cours de la dernière décennie.
Aujourd'hui, c'est l'un des poumons verts de la zone urbaine de Saragosse, car il abrite l'un des plus grands massifs forestiers : Los Pinares de Venecia. En plus de jouir d'une grande popularité auprès des habitants de Saragosse, c'est l'un des quartiers de la ville les mieux desservis par les transports urbains, et il est actuellement défini comme l'une des meilleures zones résidentielles du moment.
Personnalité combative et vindicative par tradition, au cours de la dernière décennie, les protestations se sont succédé pour l'amélioration des rives du canal impérial d'Aragon, pour empêcher la fermeture des associations de quartier et la demande d'amélioration des communications. Celle-ci trouve son expression maximale dans l'existence d'un président symbolique de la République indépendante de Torrero, représenté par la statue du Cantero, située sur la Plaza de las Canteras, à l'entrée du quartier, à son point le plus proche du centre ville.
Aujourd'hui, Torrero-La Paz semble sortir de sa distance historique grâce aux rocades qui la rapprochent du reste de la ville et à la construction dans ses environs du complexe de loisirs et de commerce Puerto Venecia, qui comprend le plus grand établissement en Espagne de la multinationale IKEA -qui a ouvert ses portes le 22 mai 2007-.
Le 18 janvier 2019, la Casa de la Memoria Histórica a ouvert ses portes au 105 Avenida América.

## Galerie

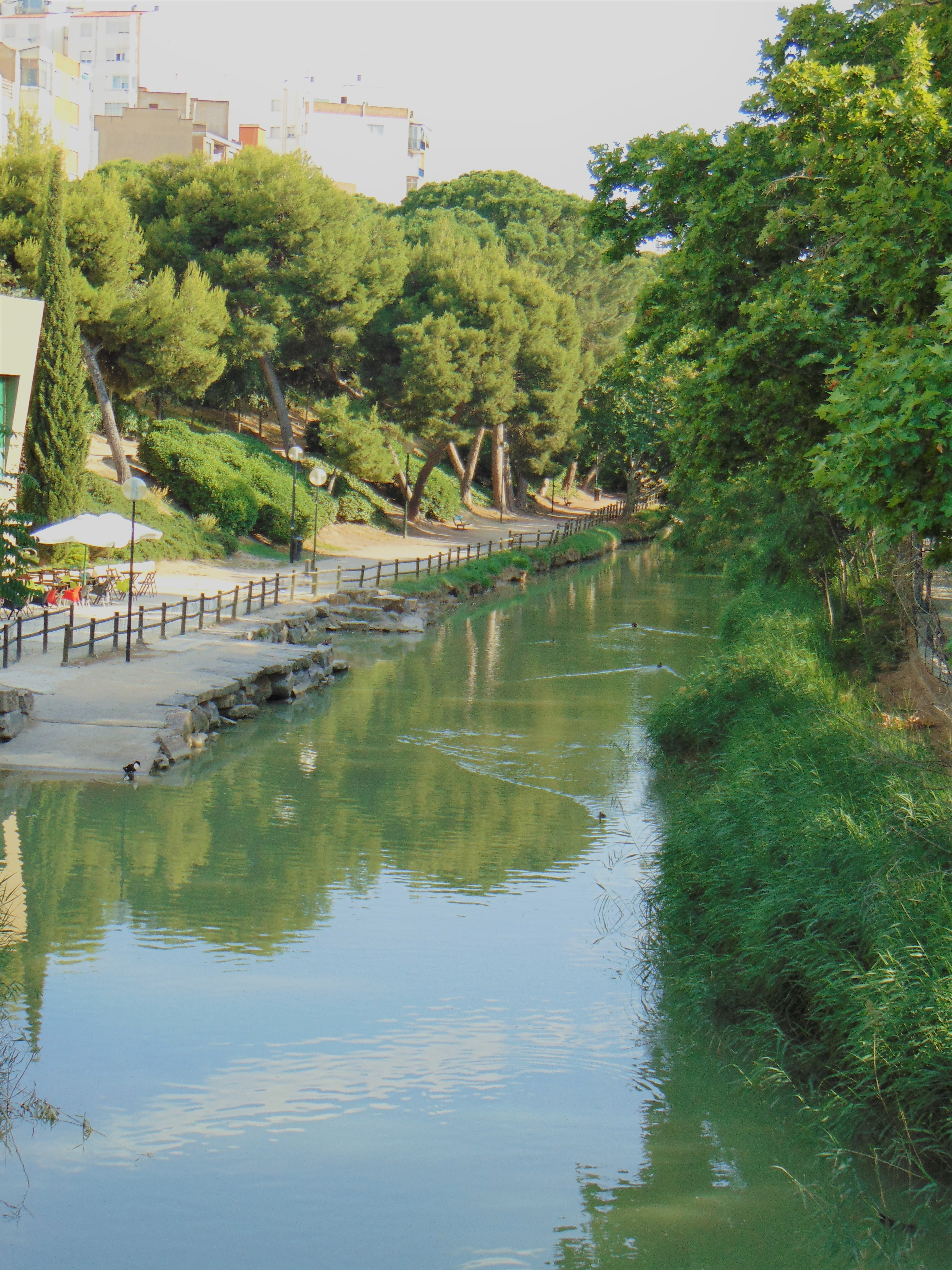
Quai de Torrero
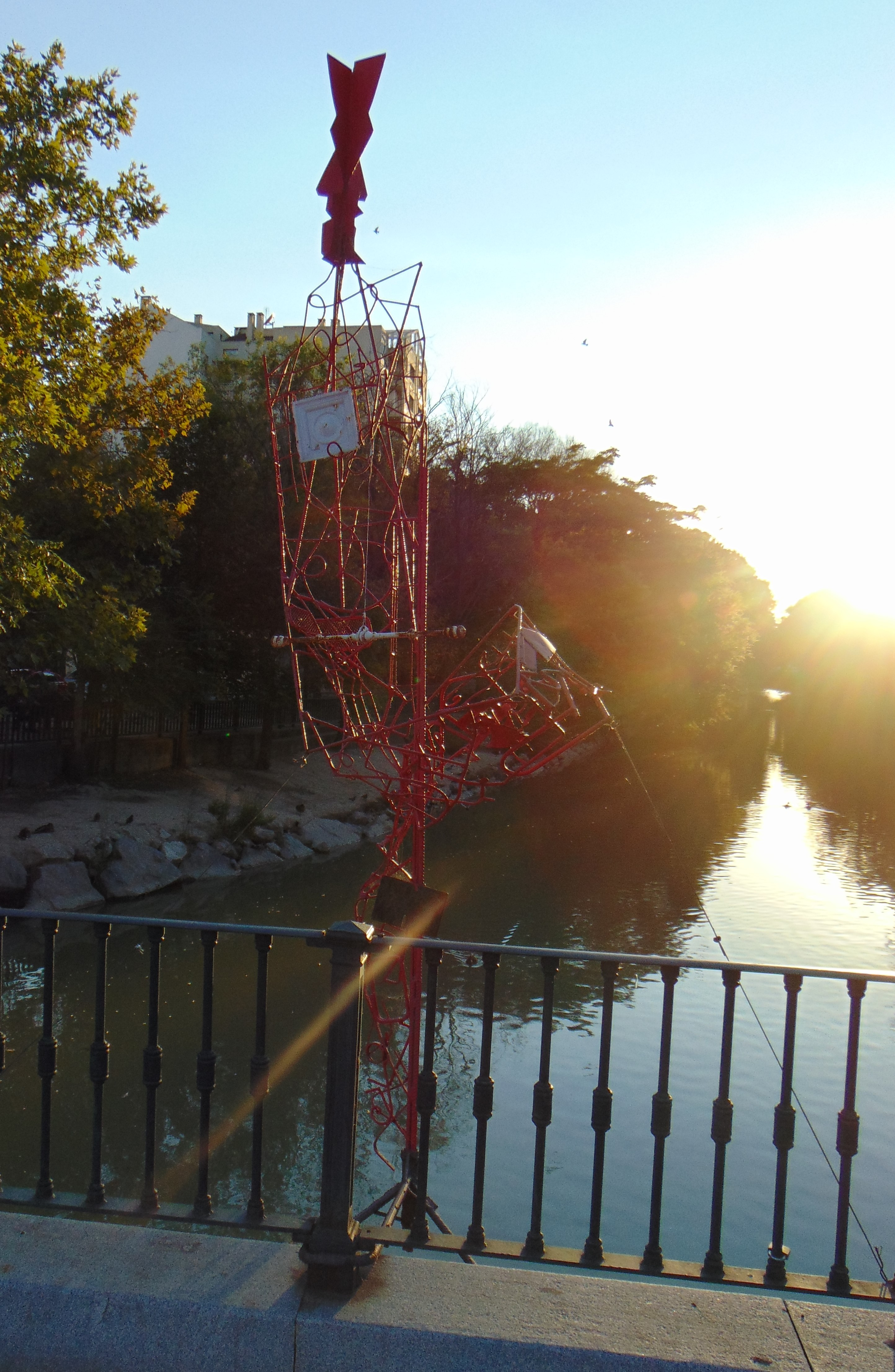
Allégorie du canal impérial
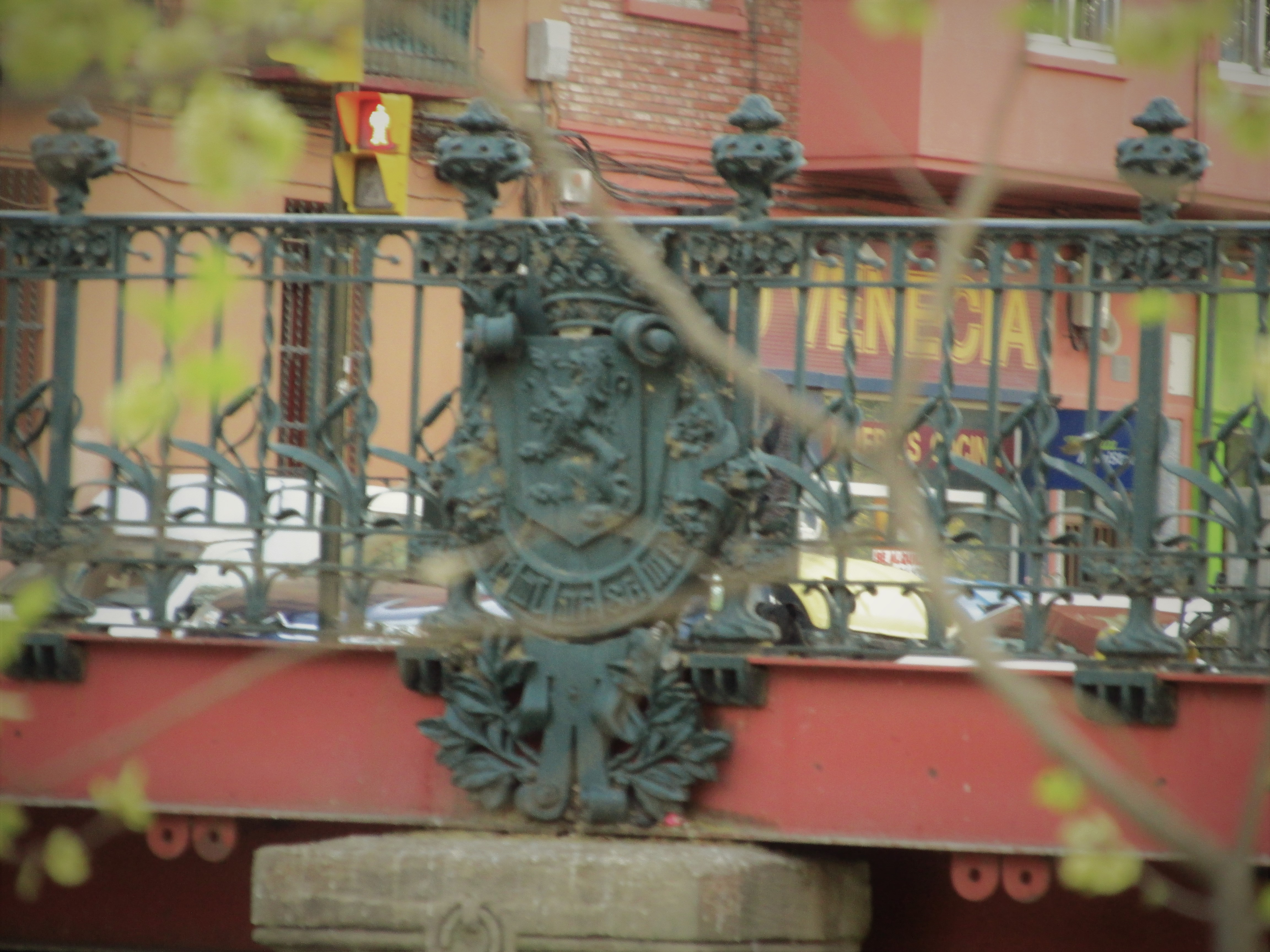
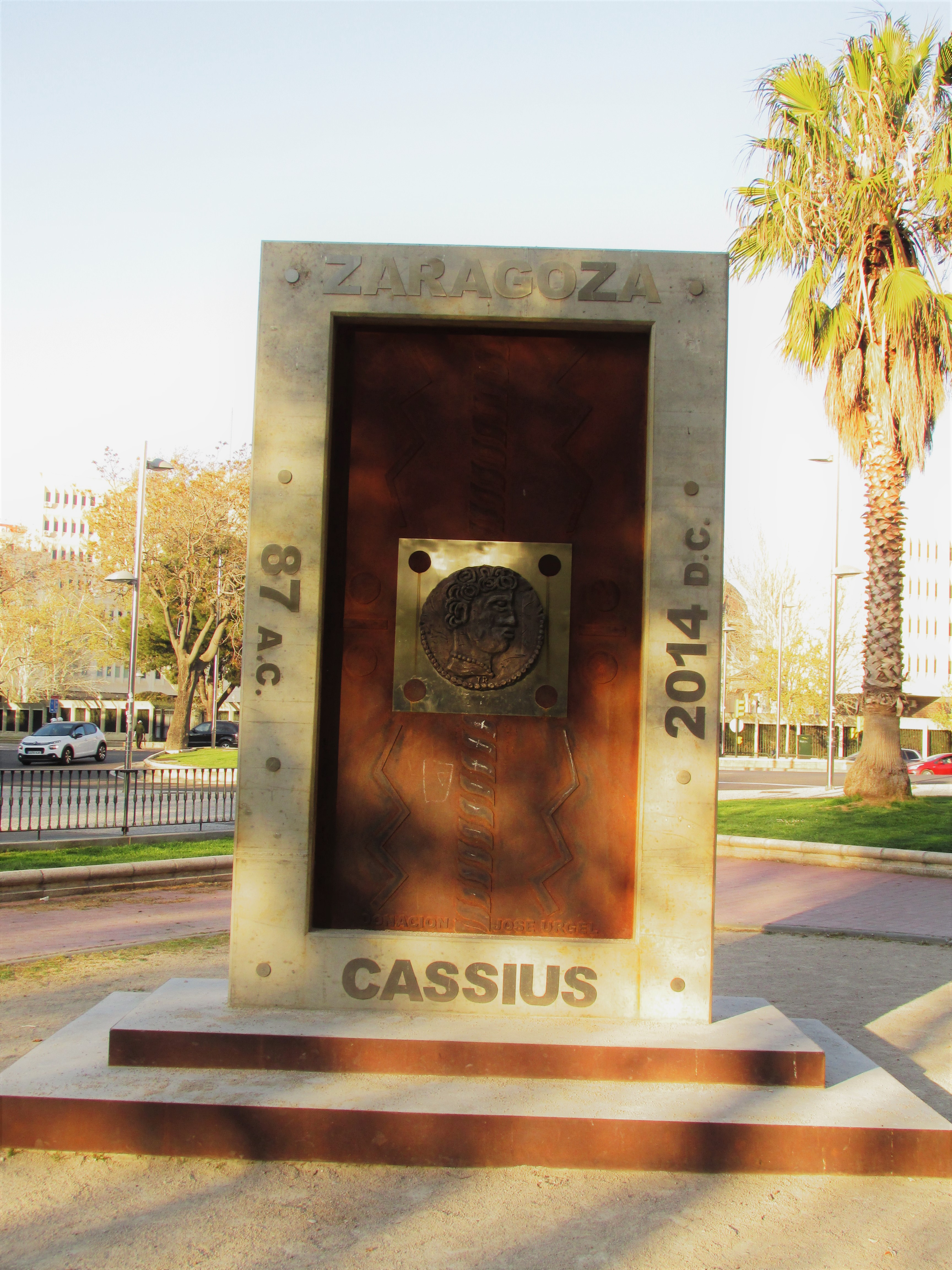
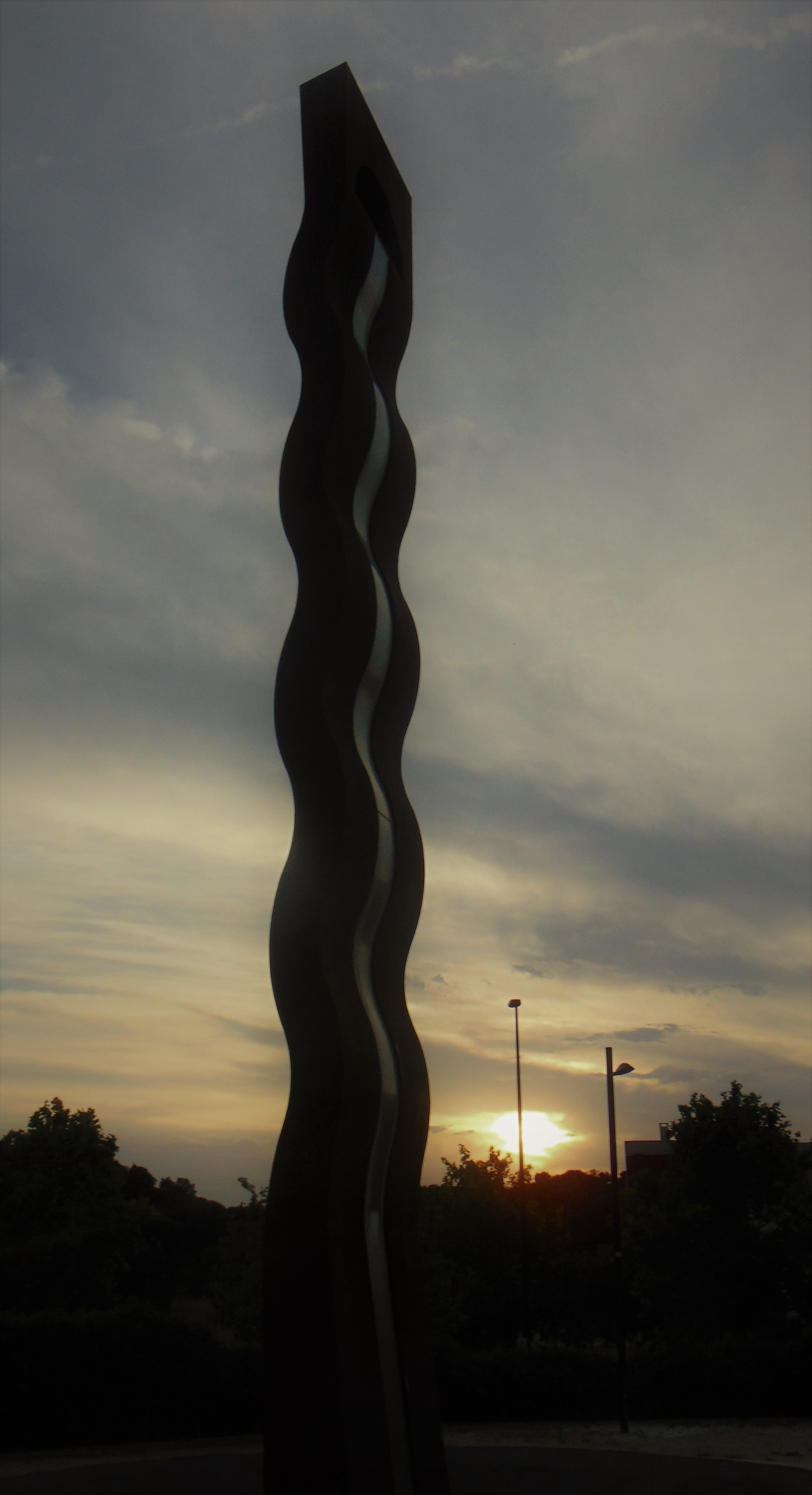
Monument au Canal Impérial par Florencio de Pedro
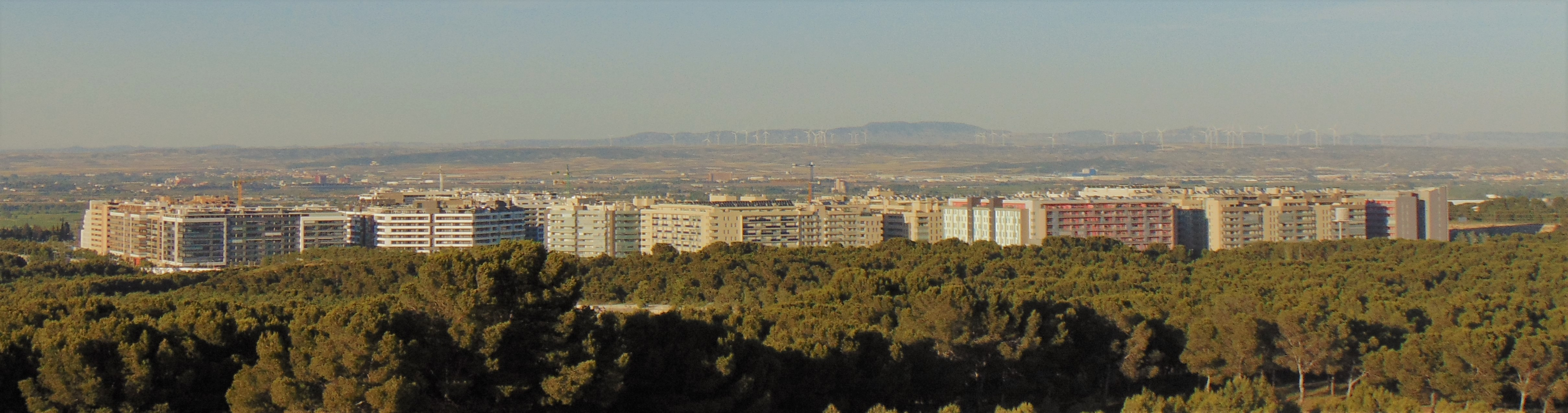
Parque Venecia
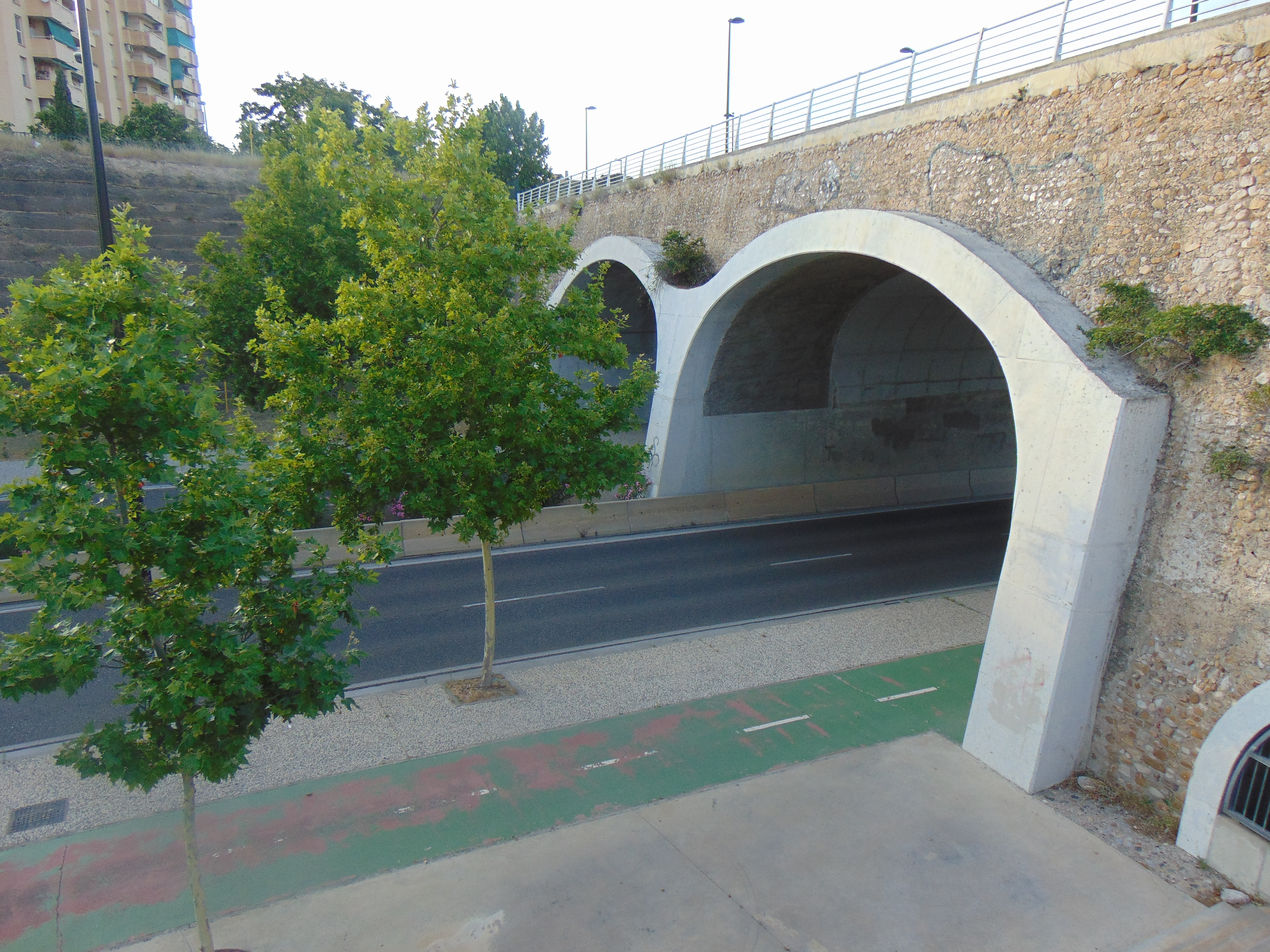
Aqueducs de Barranco de la Muerte
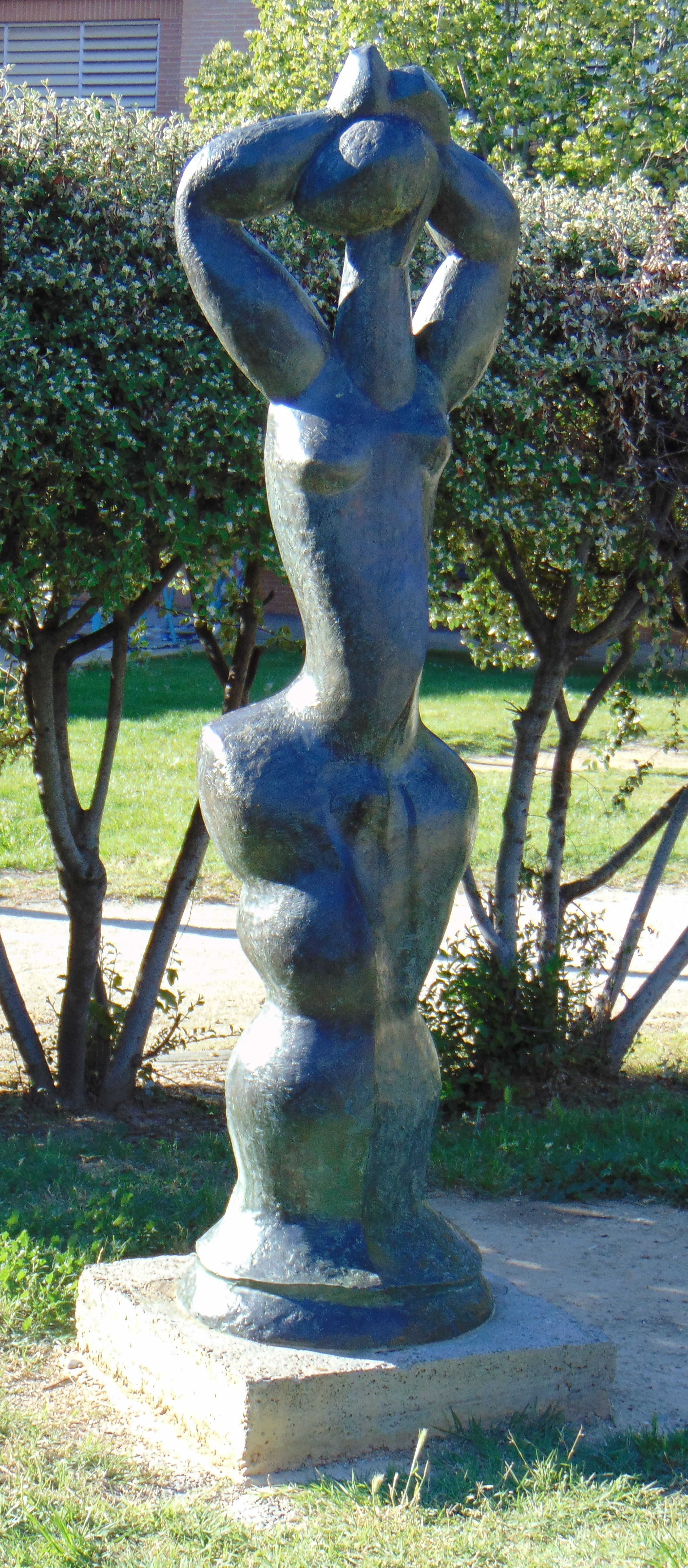
Ballerine de Honorio García Condoy
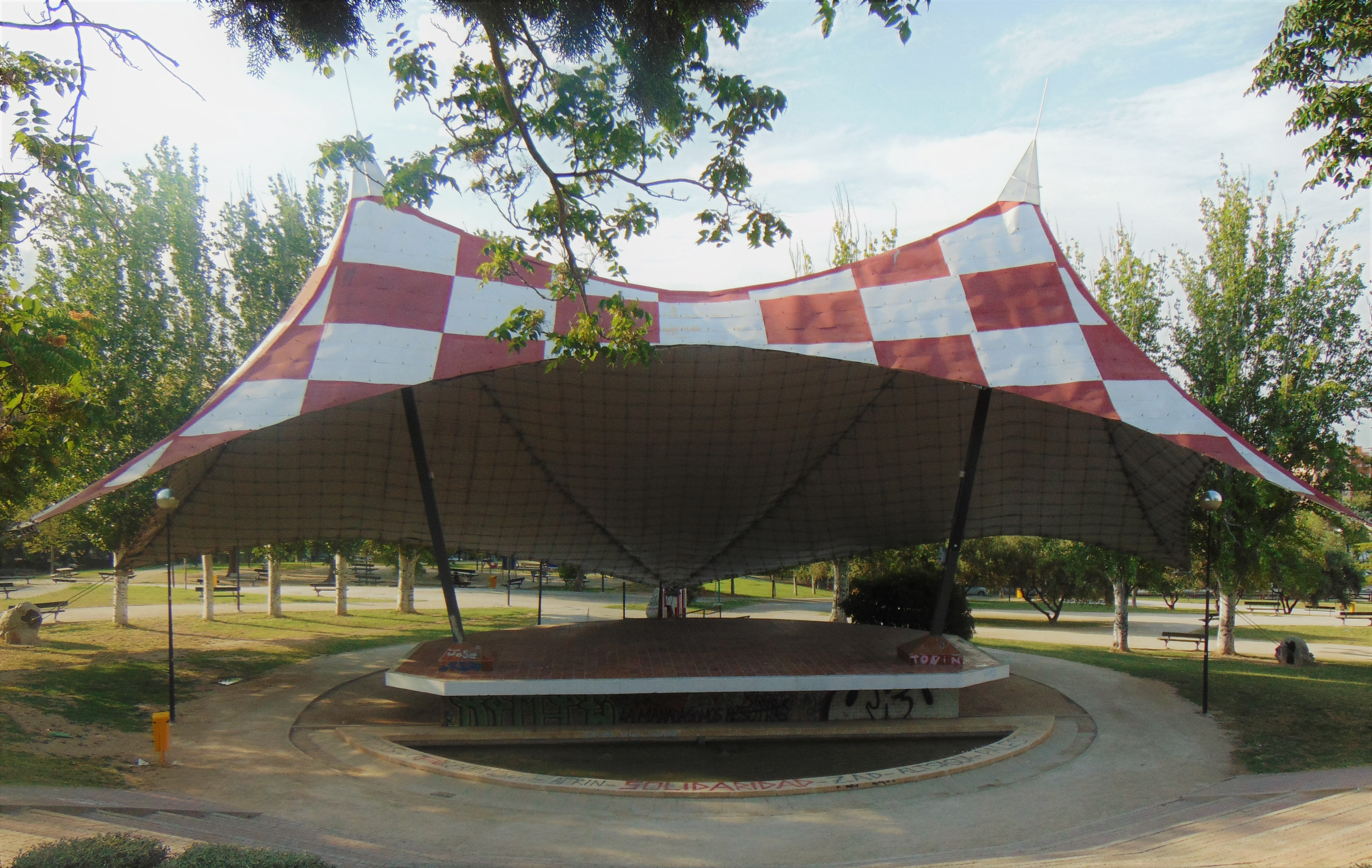
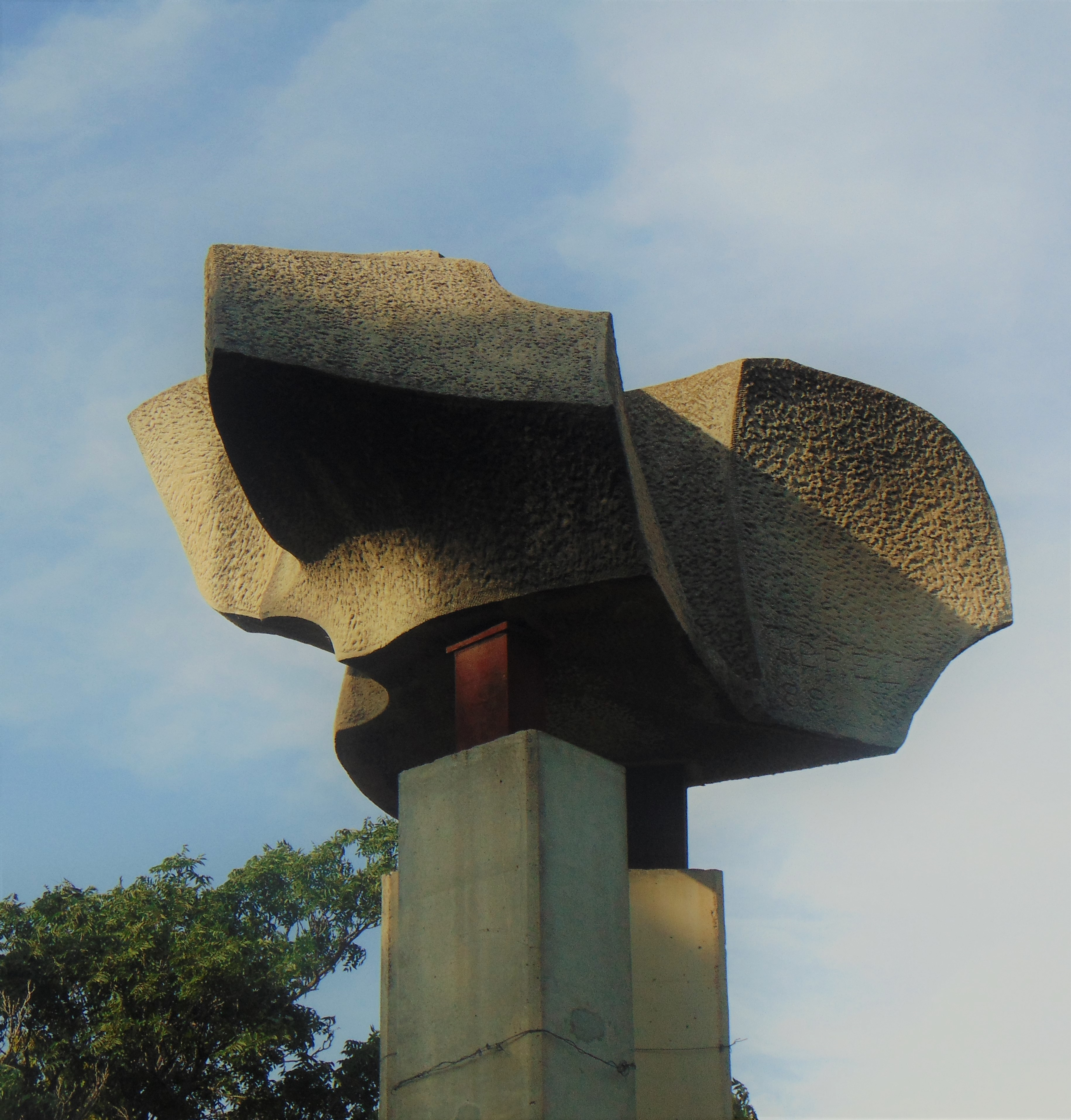
Monument à La Paz
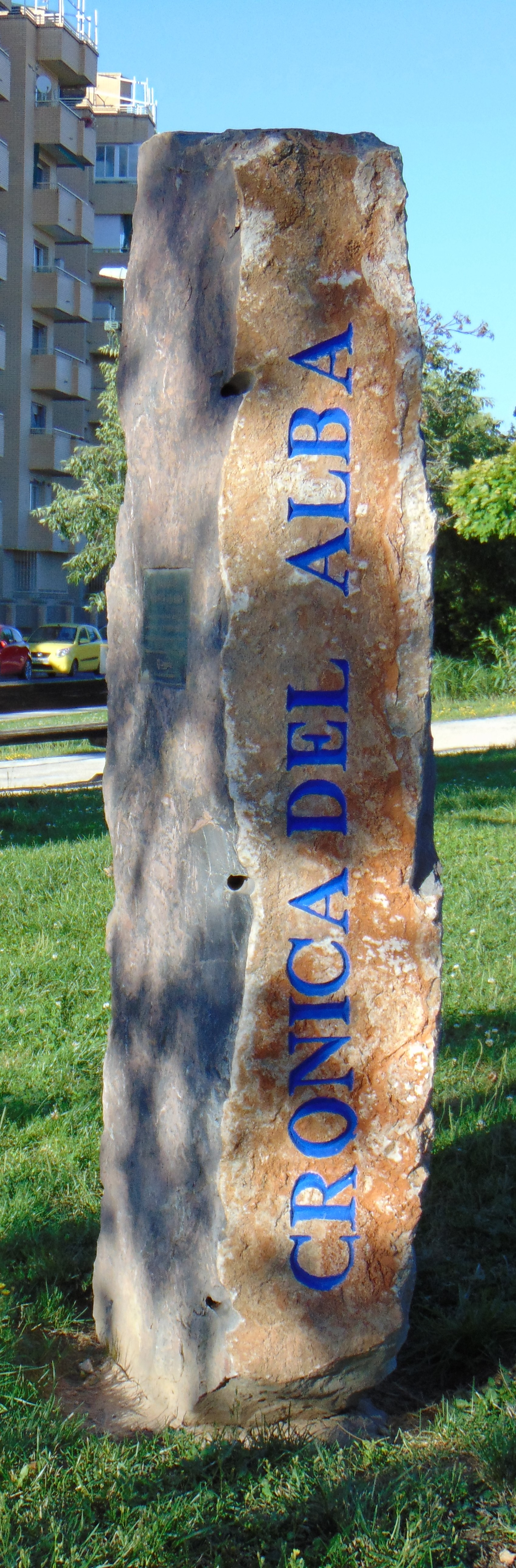
Monolithe Ramón J. Sender
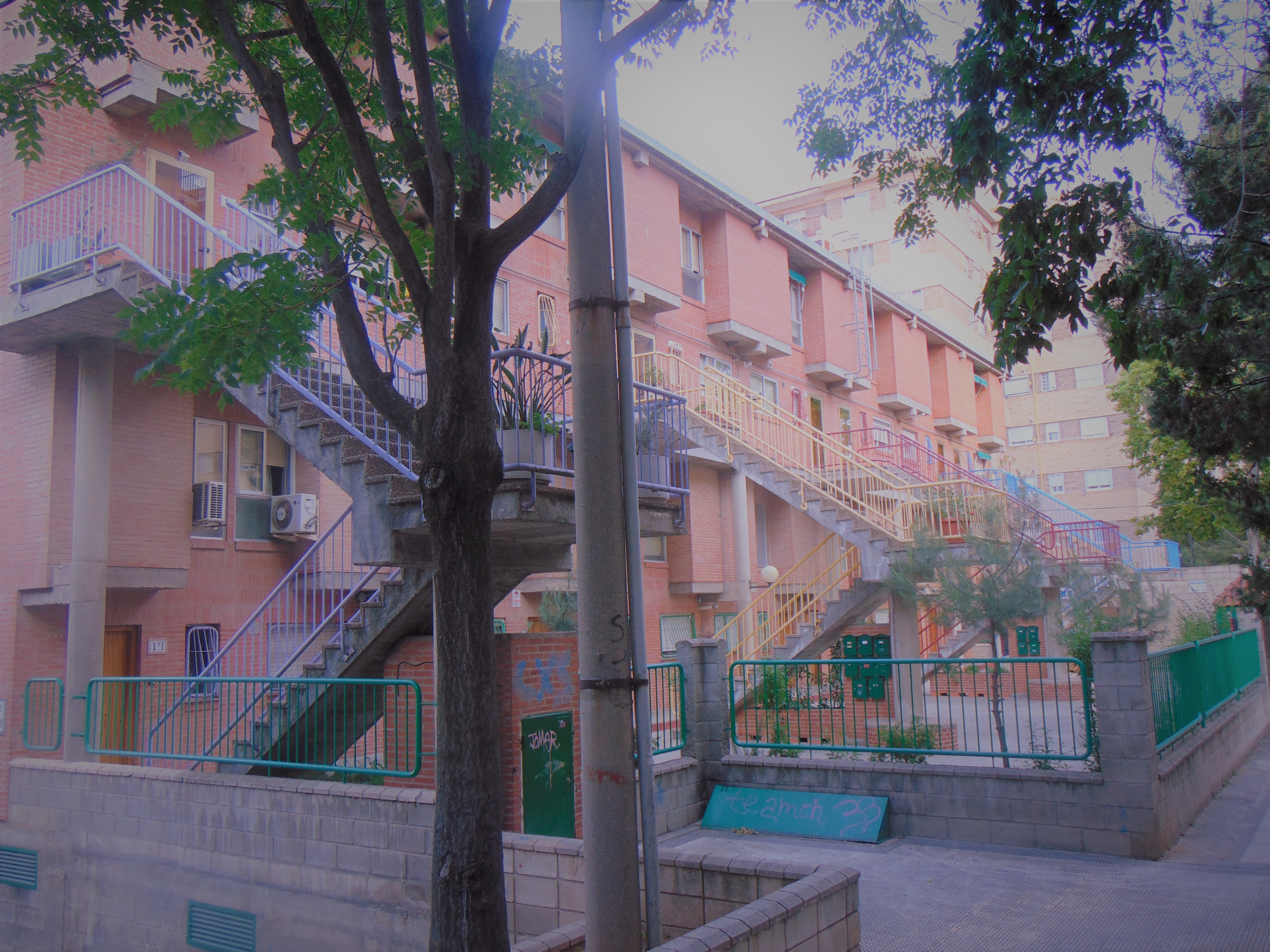
Bloc d'appartements Torrero
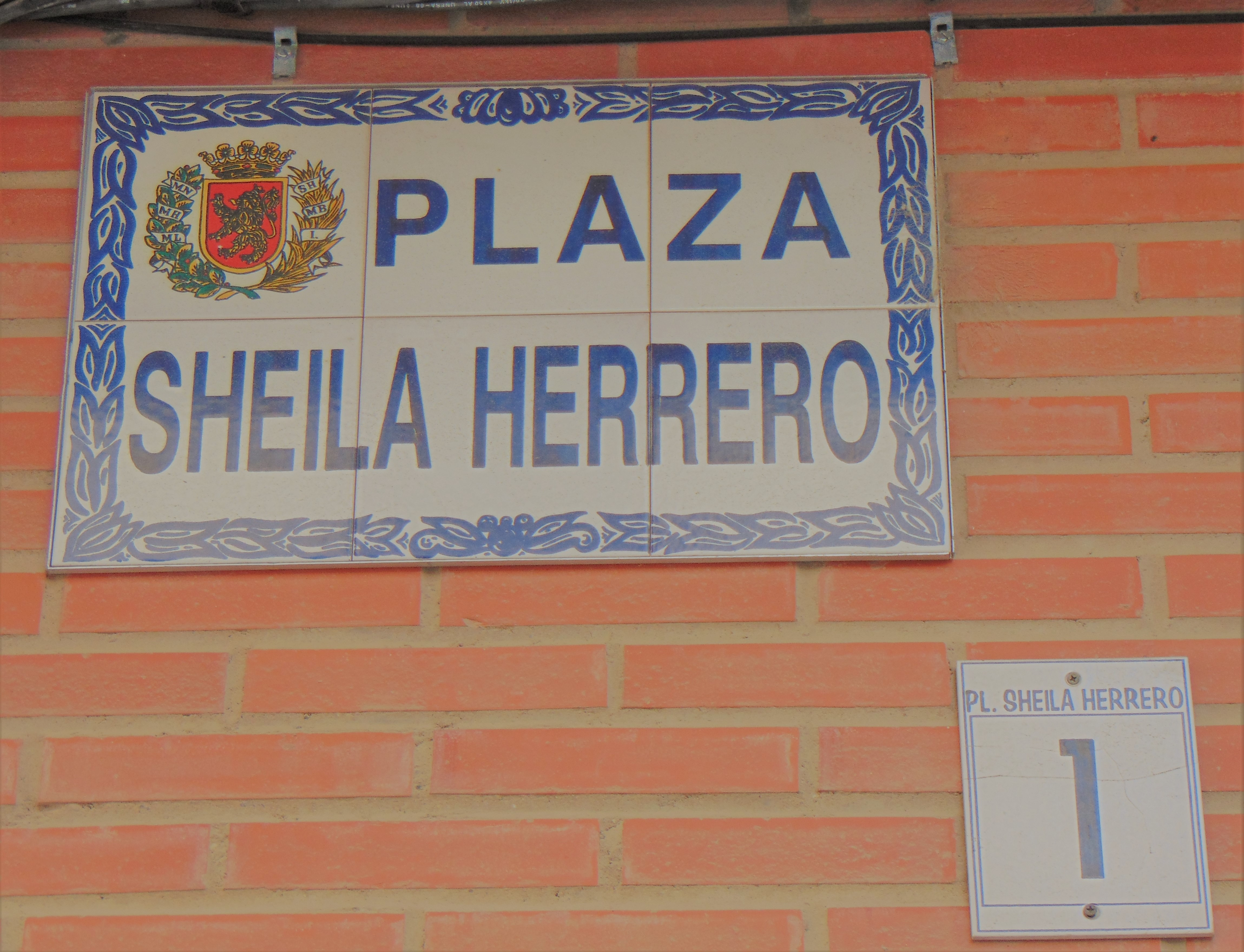
Place Sheila Herrero
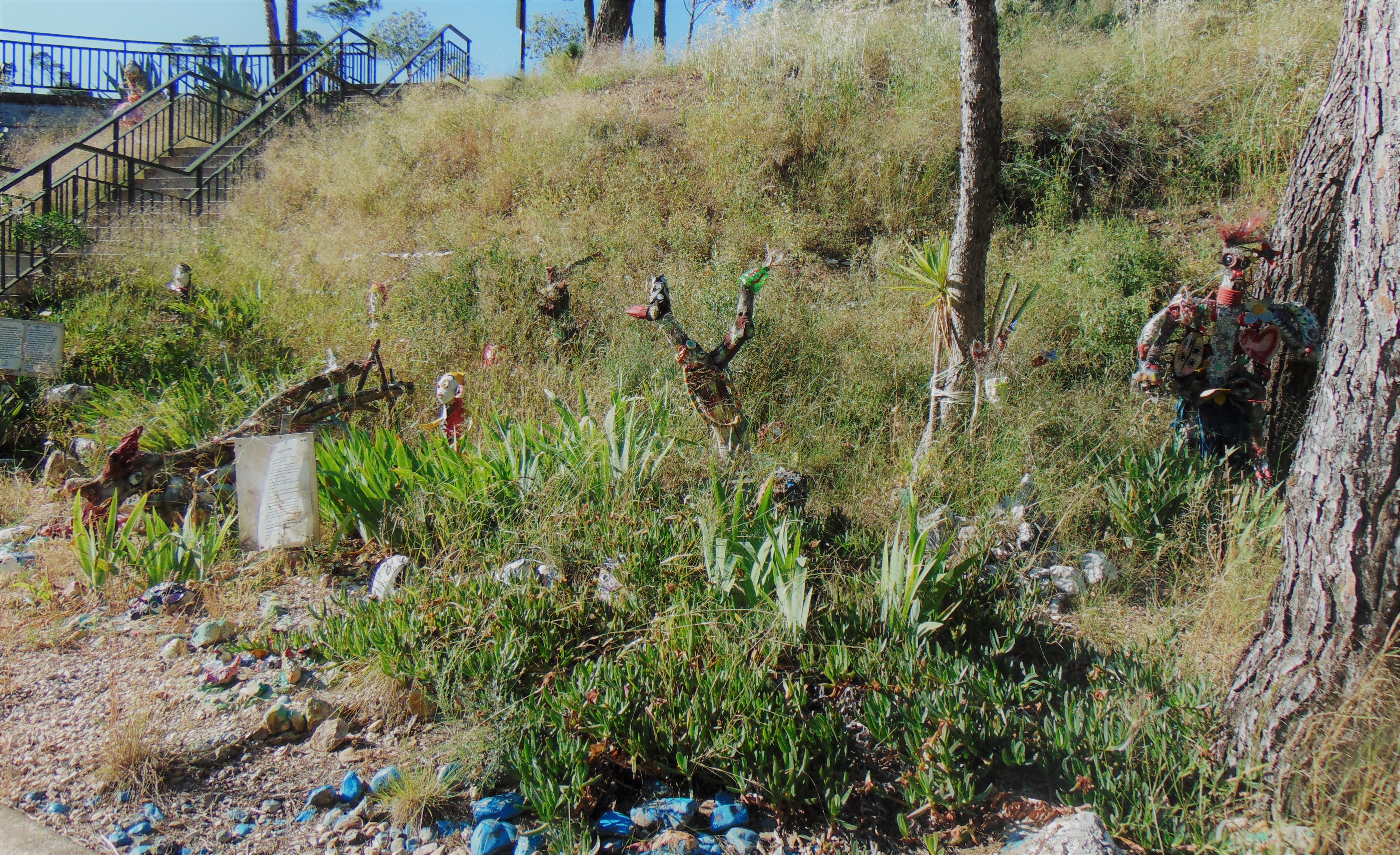
Jardin de la victoire
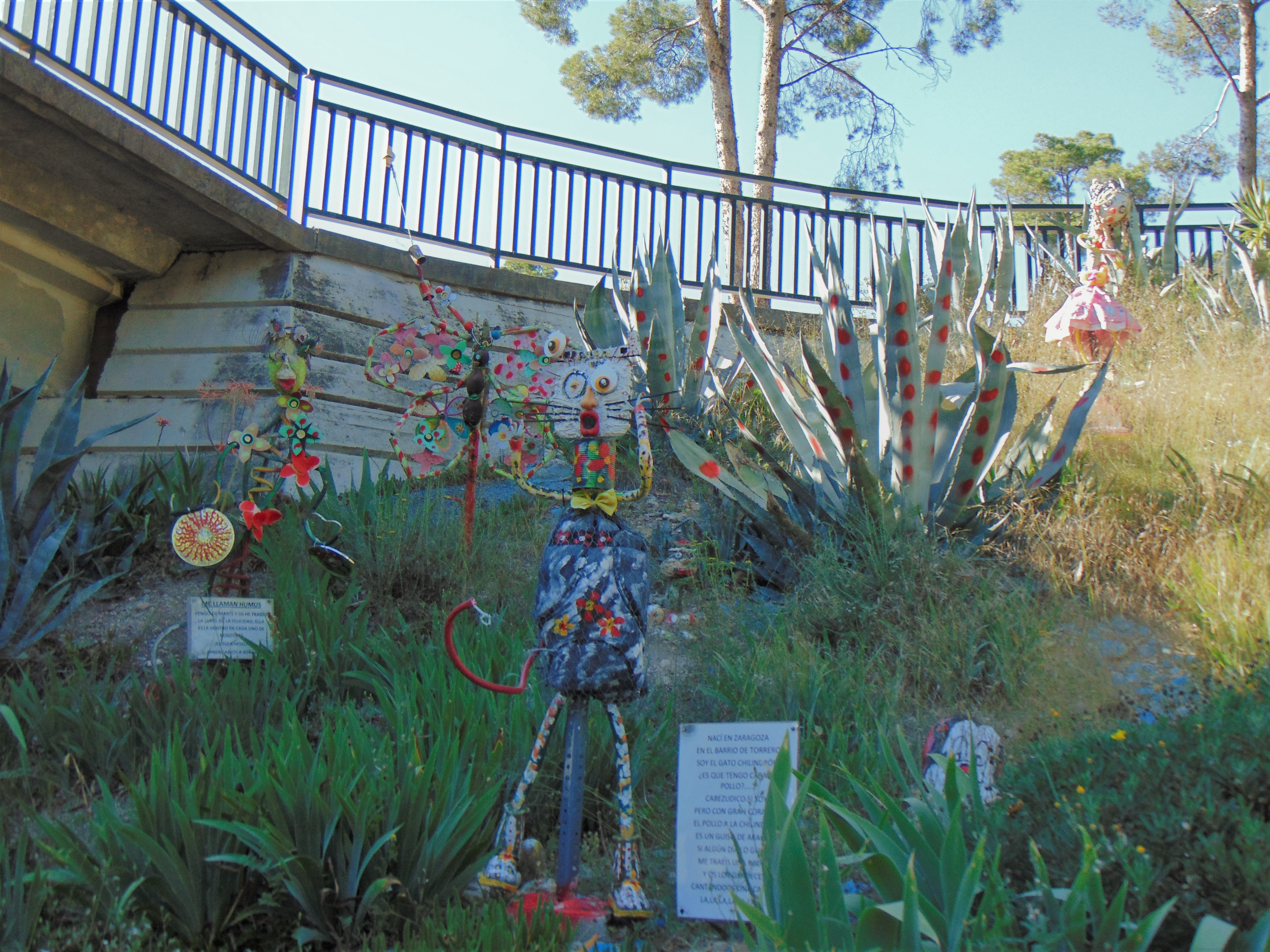
Jardin de la victoire
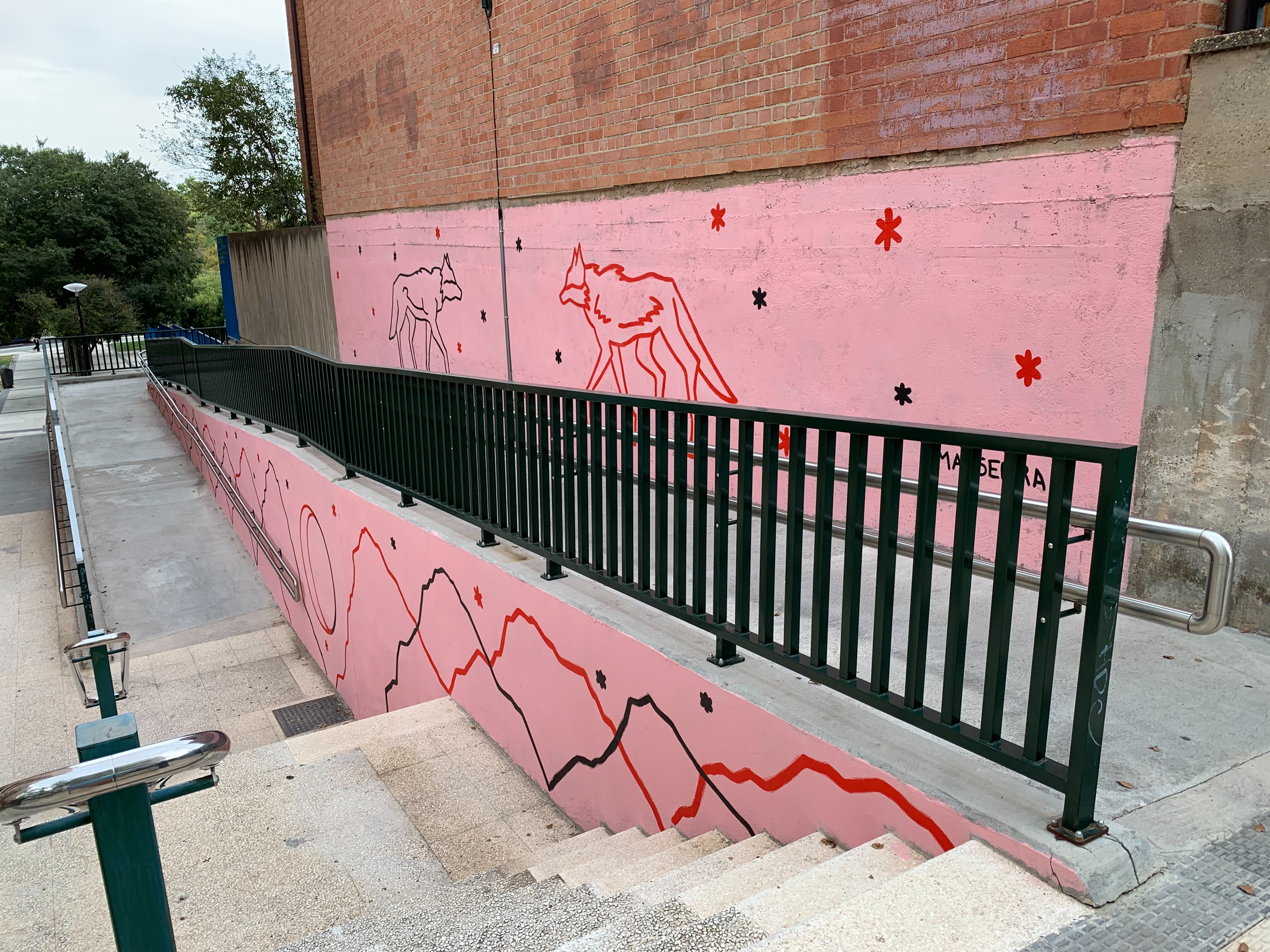
Le déambulateur d'Alfredo Balaguer
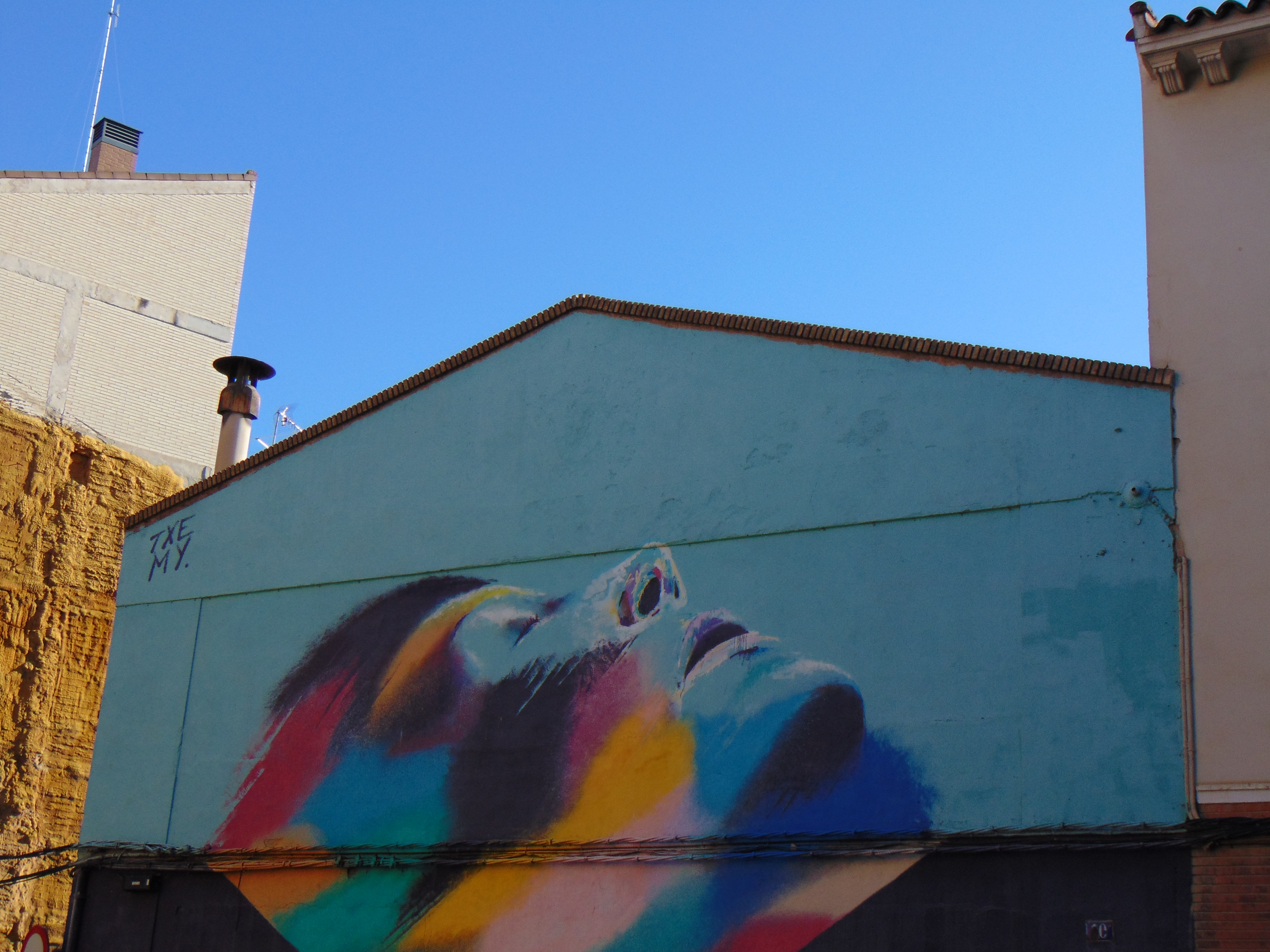
Œuvre de Txemy (Festival Asalto 2014)
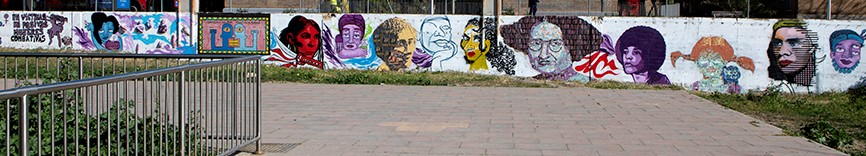
Peinture murale féministe
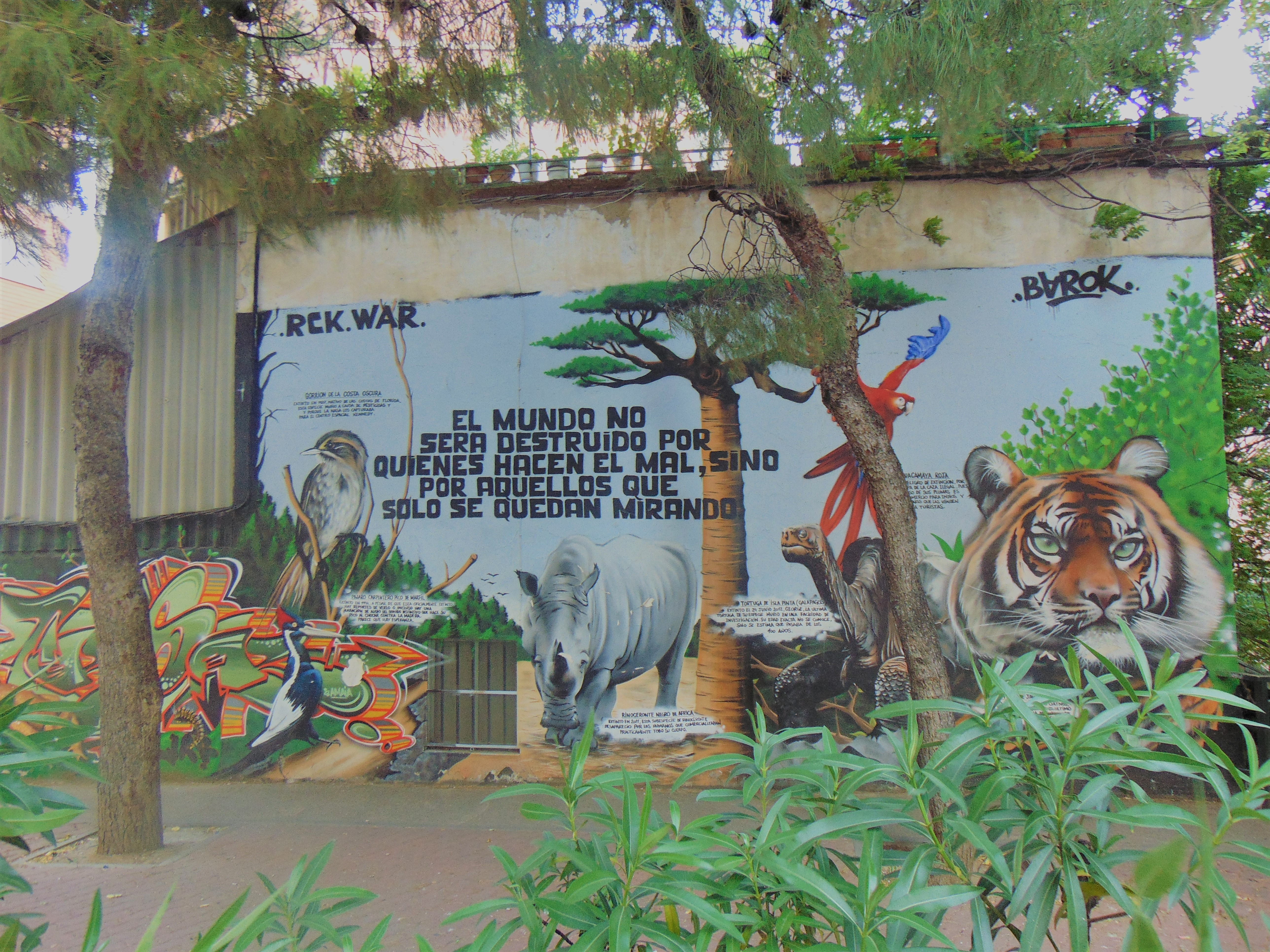
-A l'heure actuelle, il n'existe pas.
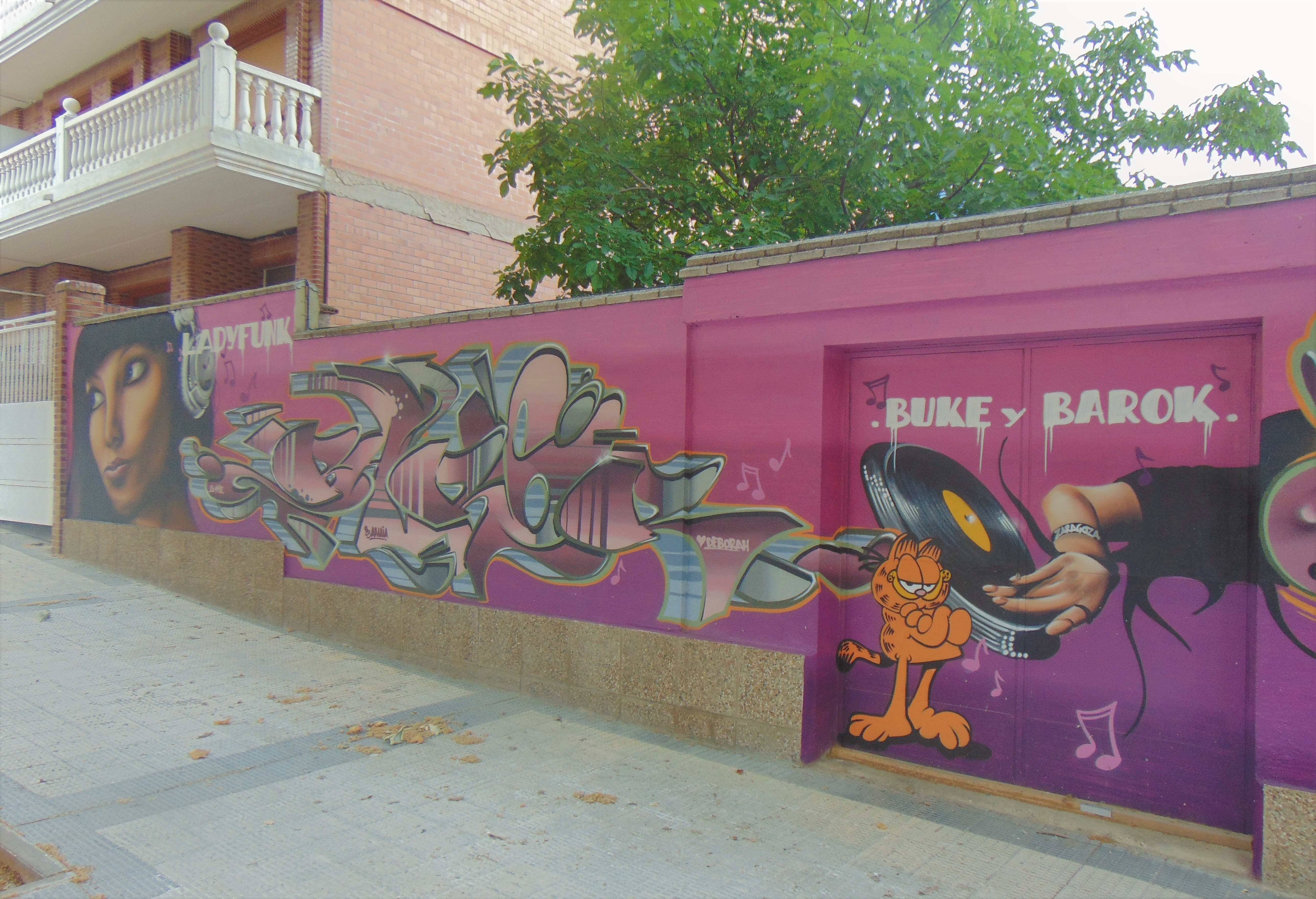
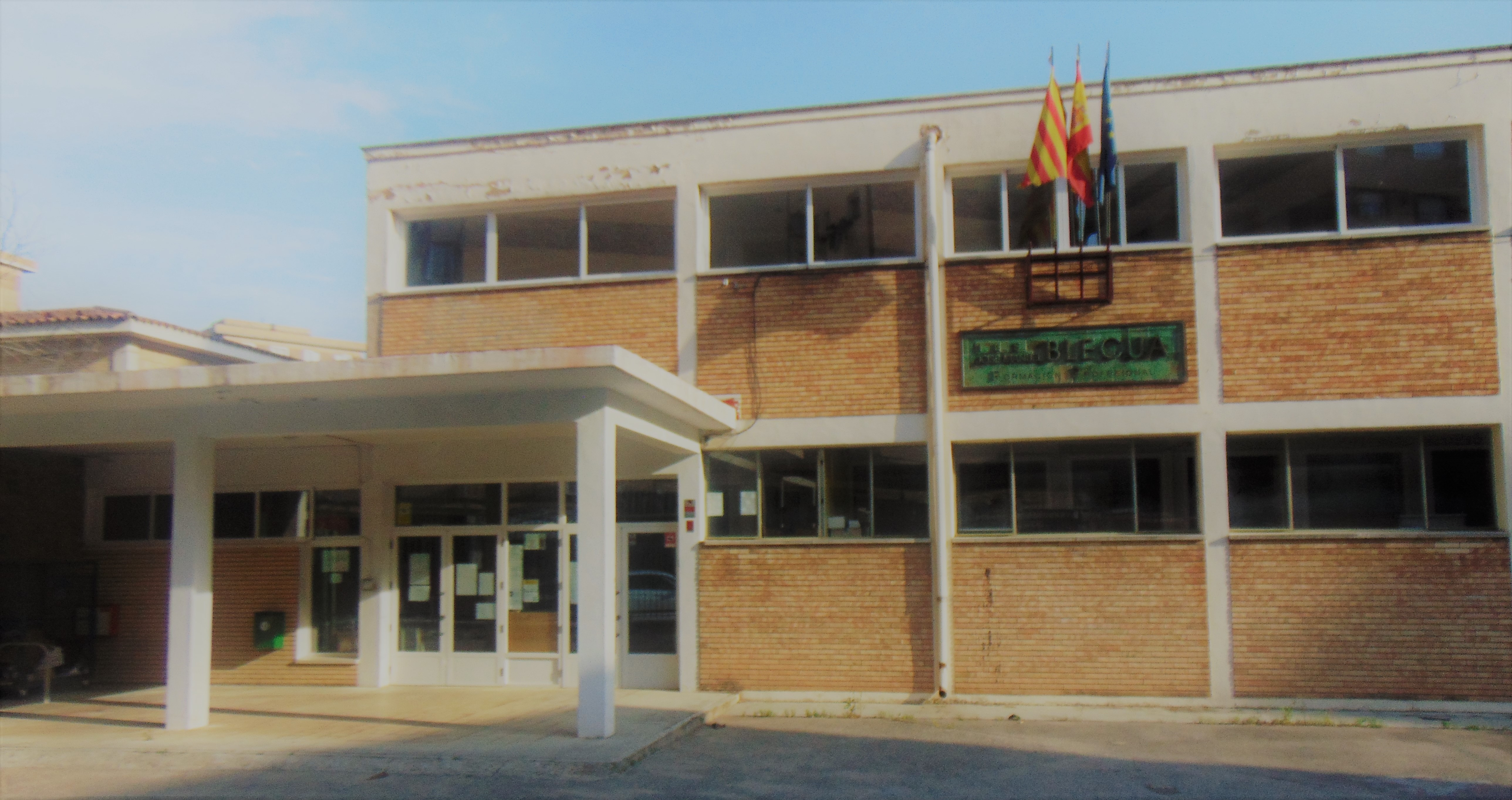
École secondaire José Manuel Blecua

## Canal Impérial d'Aragon

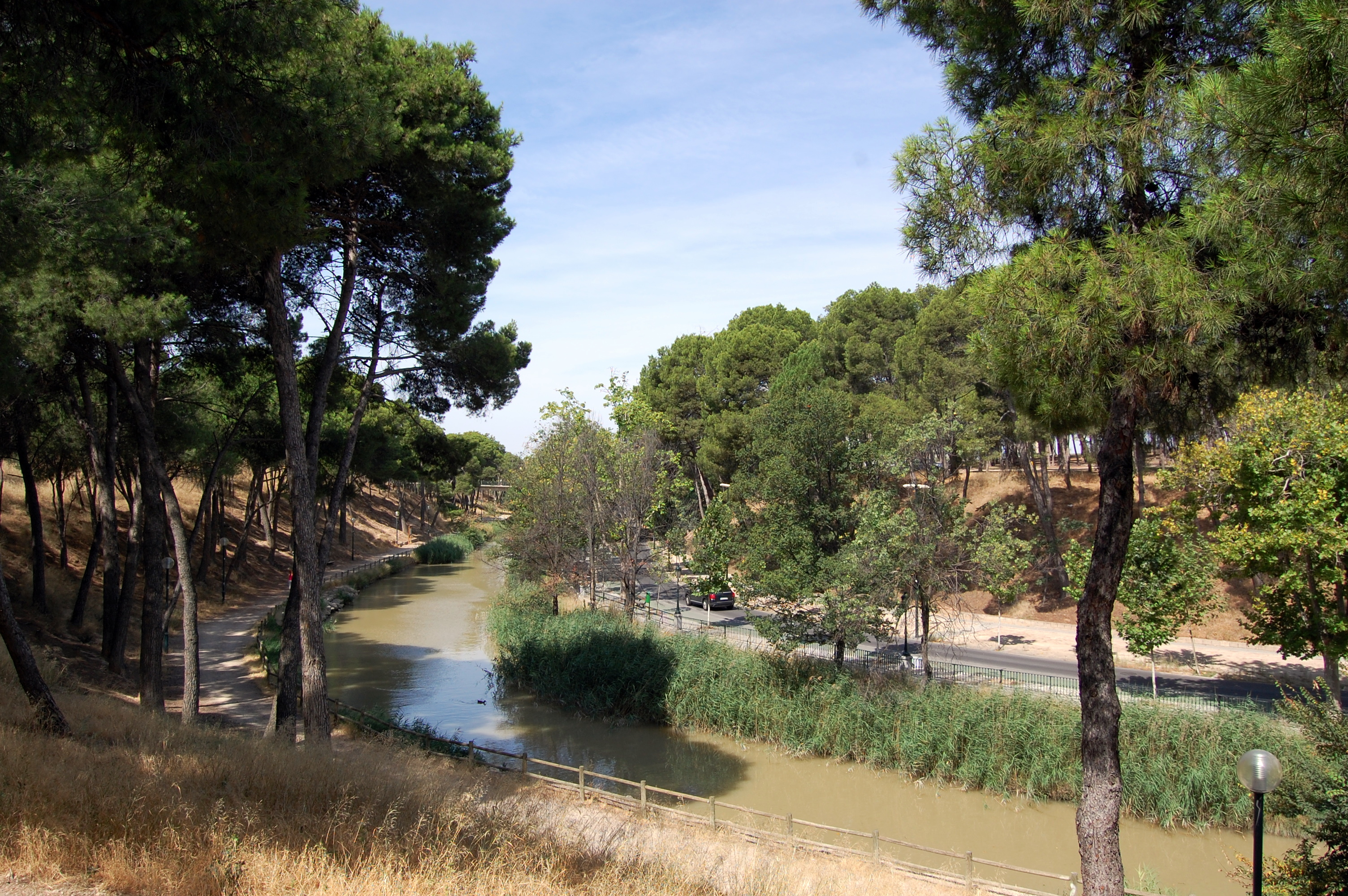
Canal impérial d'Aragon dans les pinèdes de Venise

Le canal impérial d'Aragon est l'un des ouvrages hydrauliques les plus importants d'Europe. Il s'agit d'un canal d'irrigation et de navigation de 110 km construit de 1776 à 1790 entre Fontellas (Navarre) et Fuentes de Ebro (Saragosse). Sa construction visait à améliorer l'irrigation de l'ancienne Acequia Imperial de Aragón, en amenant l'eau de l'Èbre à Saragosse et en permettant d'étendre l'irrigation dans la région. Elle a également mis en place un service de transport de passagers et de marchandises entre Tudela et Saragosse.
Le canal impérial d'Aragon traverse le quartier de Torrero-La Paz.

## Cimetière de Torrero

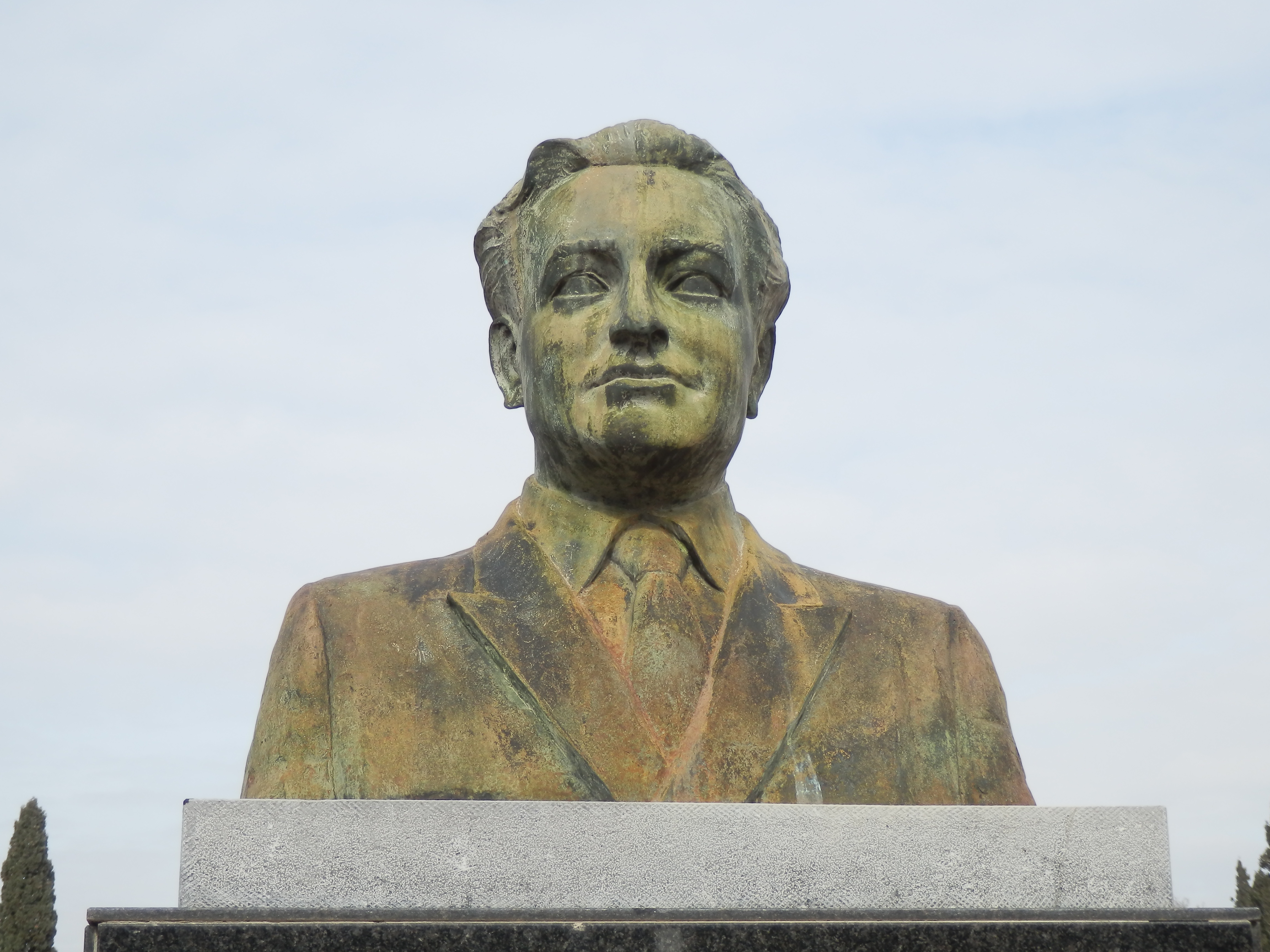
Buste de Miguel Fleta dans le cimetière de Saragosse

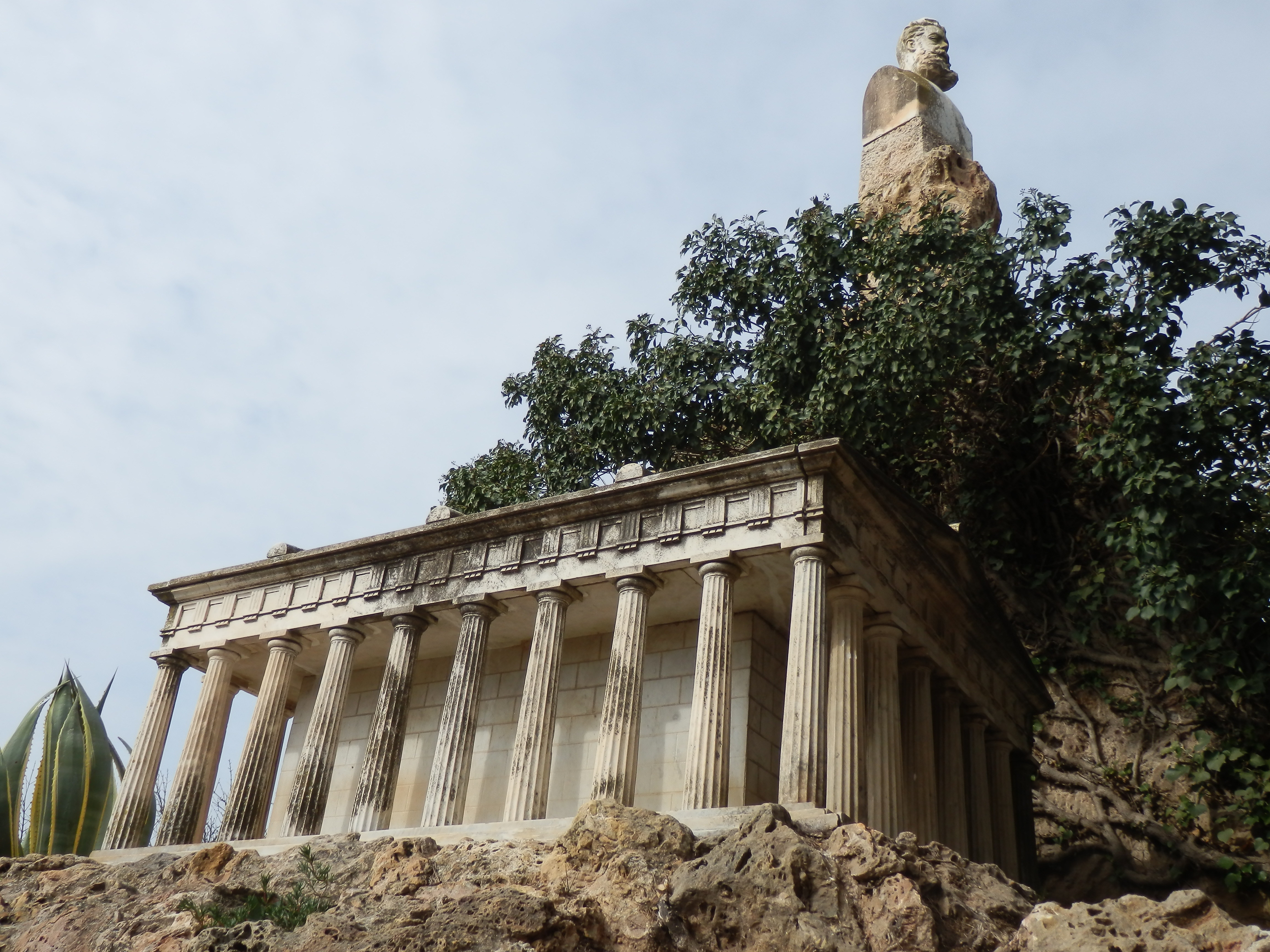
Panthéon de Joaquín Costa dans le cimetière de Saragosse

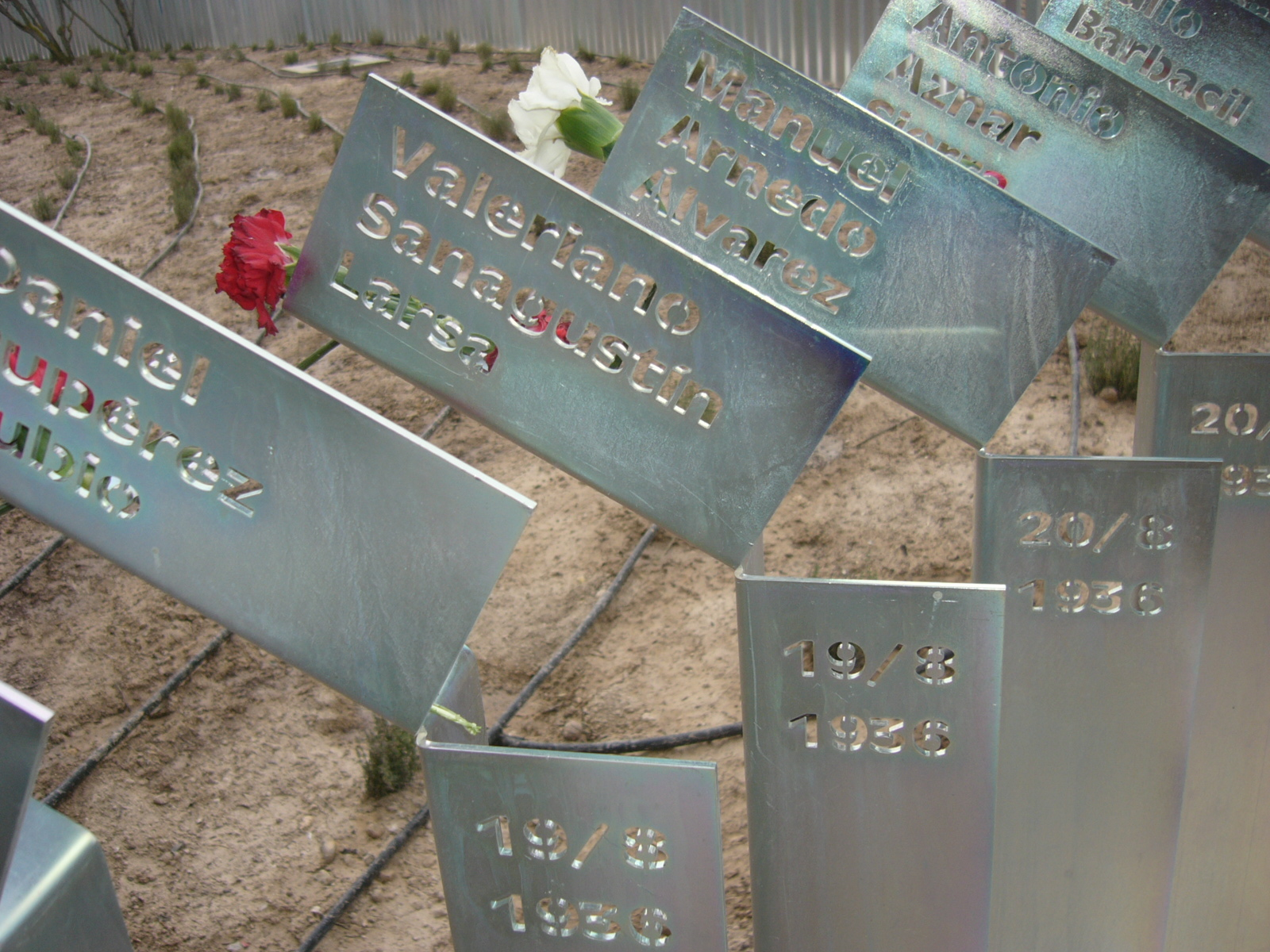
Mémorial

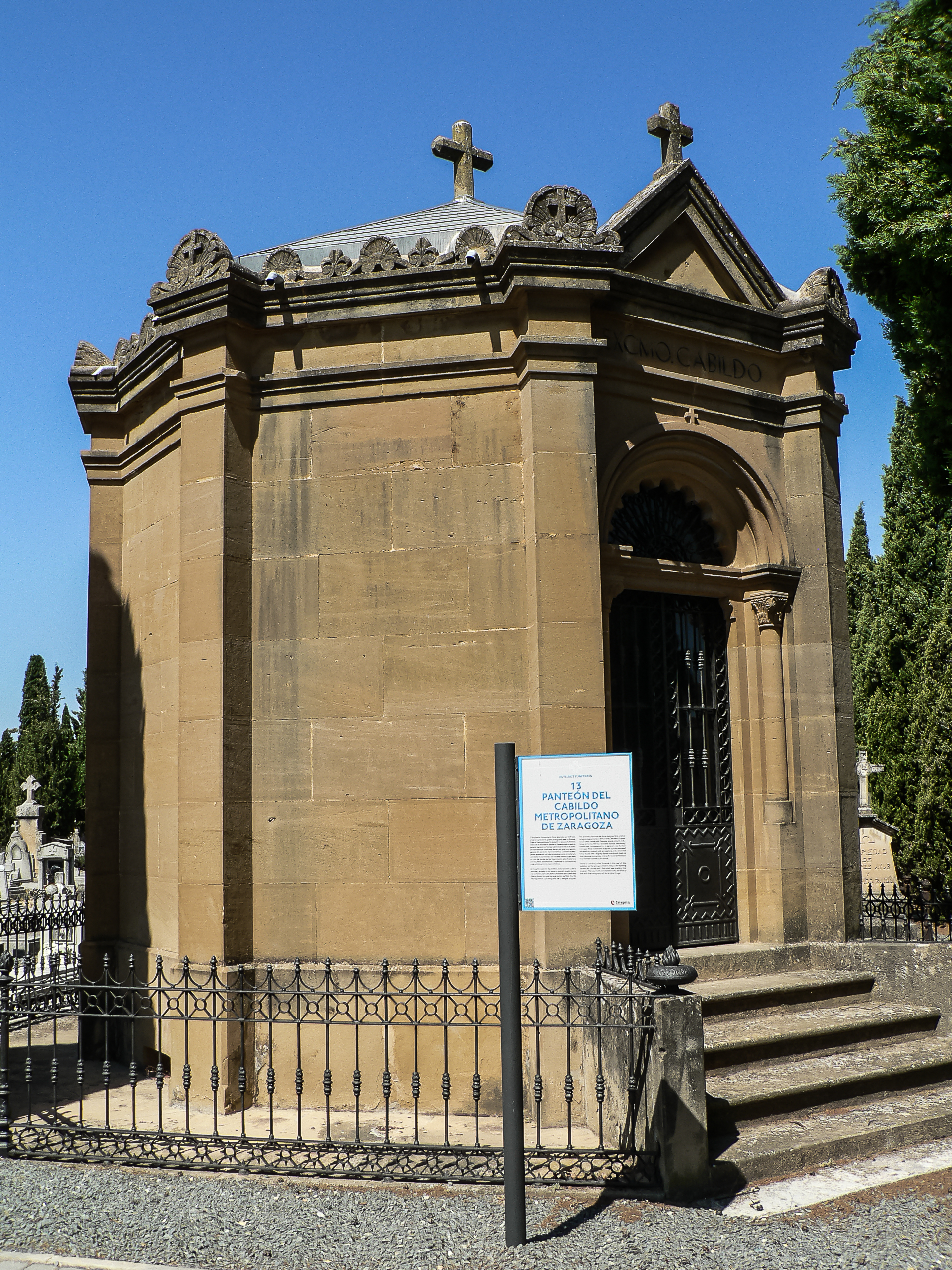
Panthéon du Cabildo métropolitain

Le capucin Gumersindo de Estella a assisté à 1700 exécutions sur les murs du cimetière de Torrero (Zaragoza) entre 1936 et 1942. En 2014, le conseil municipal lui a dédié un carré dans le cimetière de Torrero.
Du 19 juillet 1936 au 20 août 1946, plus de 3 543 républicains ont été fusillés sur le mur du cimetière.
En octobre 2010, une spirale portant les noms de toutes les victimes a été inaugurée au cimetière.
La mairie de Saragosse organise un parcours pour visiter les tombes de personnages illustres :
- Miguel Labordeta
- José de Yarza Echenique
- Antonio Mompeón
- Marceliano Isabal Bada
- Bernardo Aladrén Monterde
- Demetrio Galán Bergua
- Alberto Casañal Shakery
- Mariano Barbasán
- Matías Pastor
- Venancio Sarría Simón
- Ricardo Magdalena
- Cosme Blasco y Val
- Miguel Fleta
- Mariano de Cavia
- Juan Bruil
- Juan Moneva y Pujol
- Pilar Bayona López de Ansó
- José Camón Aznar
- Andrés Giménez Soler
- Joaquín Costa
- Mariano Baselga Ramírez
- José Oto
- Agustín Alcaide Ibieca
- Desiderio de la Escosura
- Manuel Lasala Ximénez de Bailo
- Miguel Salamero Buesa
- Miguel Alejos Burriel
- Jorge Jordana Monpeón
- Basilio Paraíso Lasús
- Miguel Sancho Izquierdo
- Julio Monreal y Ximénez de Embún
- Jerónimo Borao y Clemente[4]

## Montagnes de Torrero
En raison des singularités du milieu naturel qui nous entoure, la population exige la présence d'espaces fondamentalement caractérisés par la présence de verdure, d'ombre, d'eau et d'équipements de loisirs, ce qui permet de réaliser une série d'activités allant des plus passives (repos, pique-nique) aux plus actives (sport, plaisir de la nature). À cette fin, la ville a entrepris une série de projets liés à ces espaces périurbains (Galacho de Juslibol, Corridor vert de l'Èbre, Canal impérial d'Aragon, Galacho de la Alfranca...), parmi lesquels figure celui de la gestion des montagnes du Torrero.
Cette zone, d'une superficie approximative de 318 hectares, est située dans la partie sud de la ville, délimitée au nord par les quartiers de Torrero et de La Paz, ainsi que par le Canal Imperial de Aragón. La quasi-totalité de son extension est occupée par une végétation dense de pins d'Alep, ce qui lui a permis d'être utilisé par l'ensemble de la population de Saragosse comme un lieu de loisirs et de détente.
ison de Torreror
Le dictateur Miguel Primo de Rivera a inauguré la prison en octobre 1928. Il avait une capacité de 160 personnes. Elle était liée à la répression des mouvements révolutionnaires et anarchistes. Pendant la guerre civile espagnole, il a été le théâtre d'exécutions de prisonniers par lacet étrangleur. Des milliers de prisonniers ont été exécutés sur les murs du cimetière voisin de Torrero.
Pendant la dictature de Franco, des dirigeants et sympathisants politiques de premier plan, des syndicalistes, des maquisards et des homosexuels sont passés par ses cellules, qui étaient enfermées en vertu de la loi sur les vagabonds et les mécréants (Ley de Vagos y Maleantes).
Dans les années 1990, les insumisos ont été les protagonistes d'une autre lutte qui a conduit des dizaines d'entre eux dans cette prison. Enrique Mur est mort dans sa cellule.
Entre 1995 et 1996, l'écrivain Félix Romeo a purgé un an et demi de la peine de deux ans et demi à laquelle il a été condamné pour insubordination dans la prison de Torrero. Il y a des références à cela dans son travail.
Ramon Rufat a parlé de la prison de Torrero dans ses mémoires.
En 2005, Iván a écrit Historia de la cárcel de Torrero, 1928-1939 (Mira).
La démolition de la prison a commencé le 18 juillet 2005. Les prisonniers ont été transférés à la prison de Zuera. À proximité, le centre d'intégration sociale Trece Rosas a été construit pour les personnes en régime ouvert ou en cours de réinsertion.

## Puerto Venecia
Le parc de commerce et de loisirs de Puerto Venecia est le plus grand d'Espagne avec une surface de plus de 206 000 m² et 600 000 m² de terrain. Début 2015, 96% de sa surface était déjà occupée par plus de 200 opérateurs.
Il dispose de plus de 10 000 places de stationnement ainsi que d'autres services et accès depuis le centre-ville et les régions environnantes. Ses heures d'ouverture sont de 10h à 22h.
Il a reçu 17 millions de visites en 2013 et 18 millions en 2014. Environ 35 % d'entre eux venaient de communautés et de villes voisines.
Le 12 novembre 2002, le conseil municipal de Saragosse a présenté le plan partiel du projet de construction. Les travaux ont commencé le 11 mai 2004. Le 22 mai 2007, l'activité commerciale a commencé avec l'ouverture d'Ikea. Le 3 octobre 2012, il a été officiellement inauguré.
Ils sont situés à Puerto Venecia : Ikea, El Corte Inglés, Primark, Zara, Desigual, Miint Femme, H&M, Blanco, Springfield, Mango, C&A, Pull & Bear, Stradivarius, MediaMarkt, Conforama, Maisons du Monde, Casa, Saloni, Decathlon, McDonald's, Burger King, KFC, Taco Bell, 100 Montaditos, Muerde la Pasta, Foster Hollywood et Pans & Company.

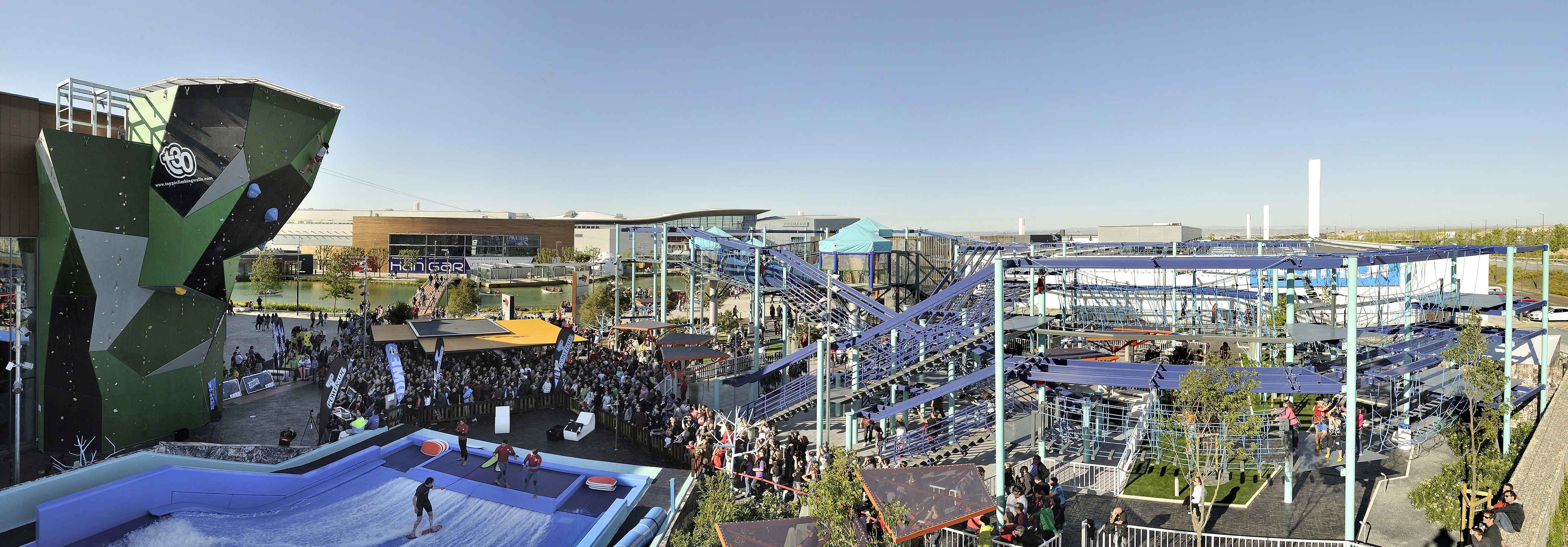
Vue panoramique du centre commercial
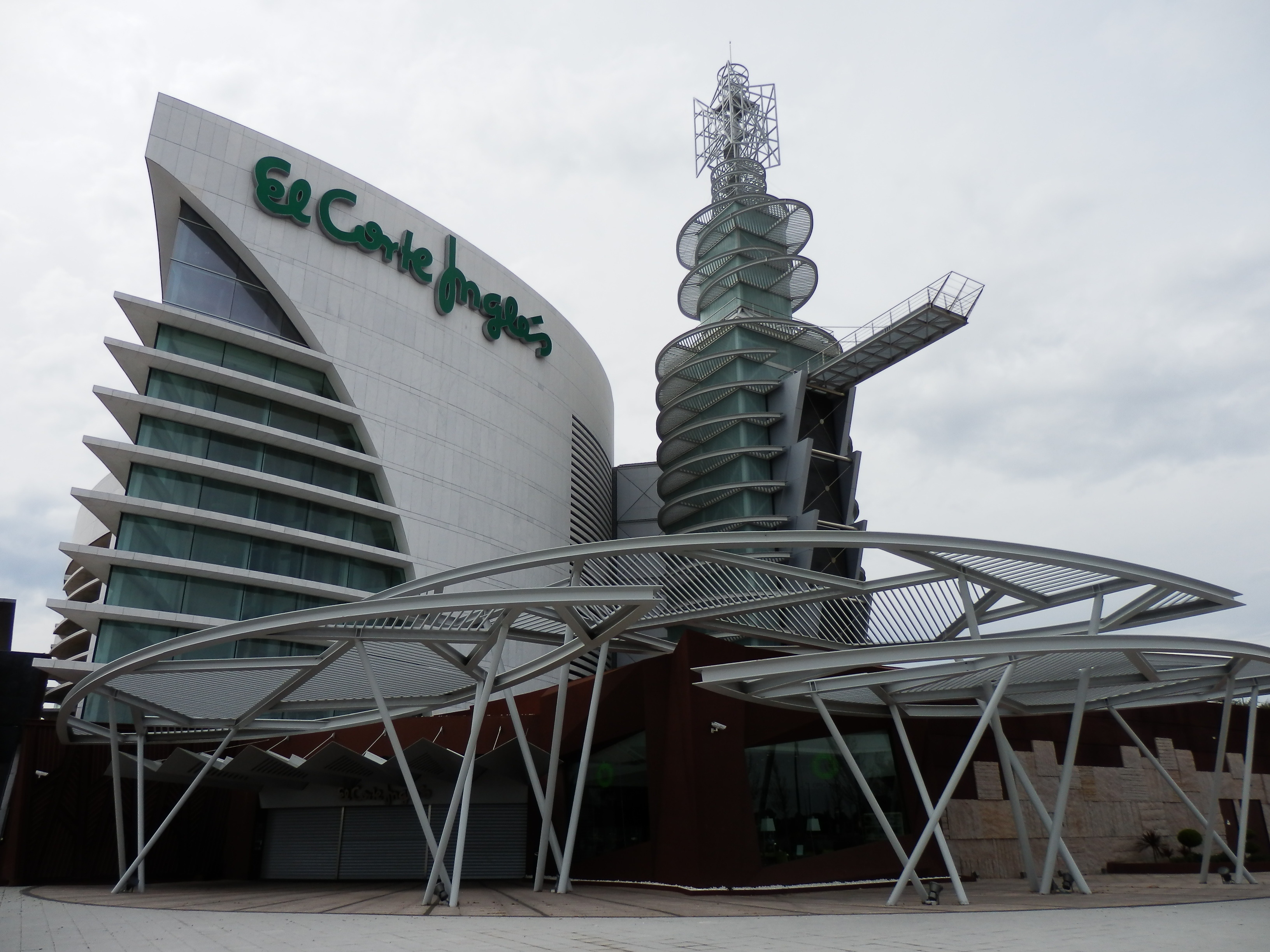
El Corte Inglés
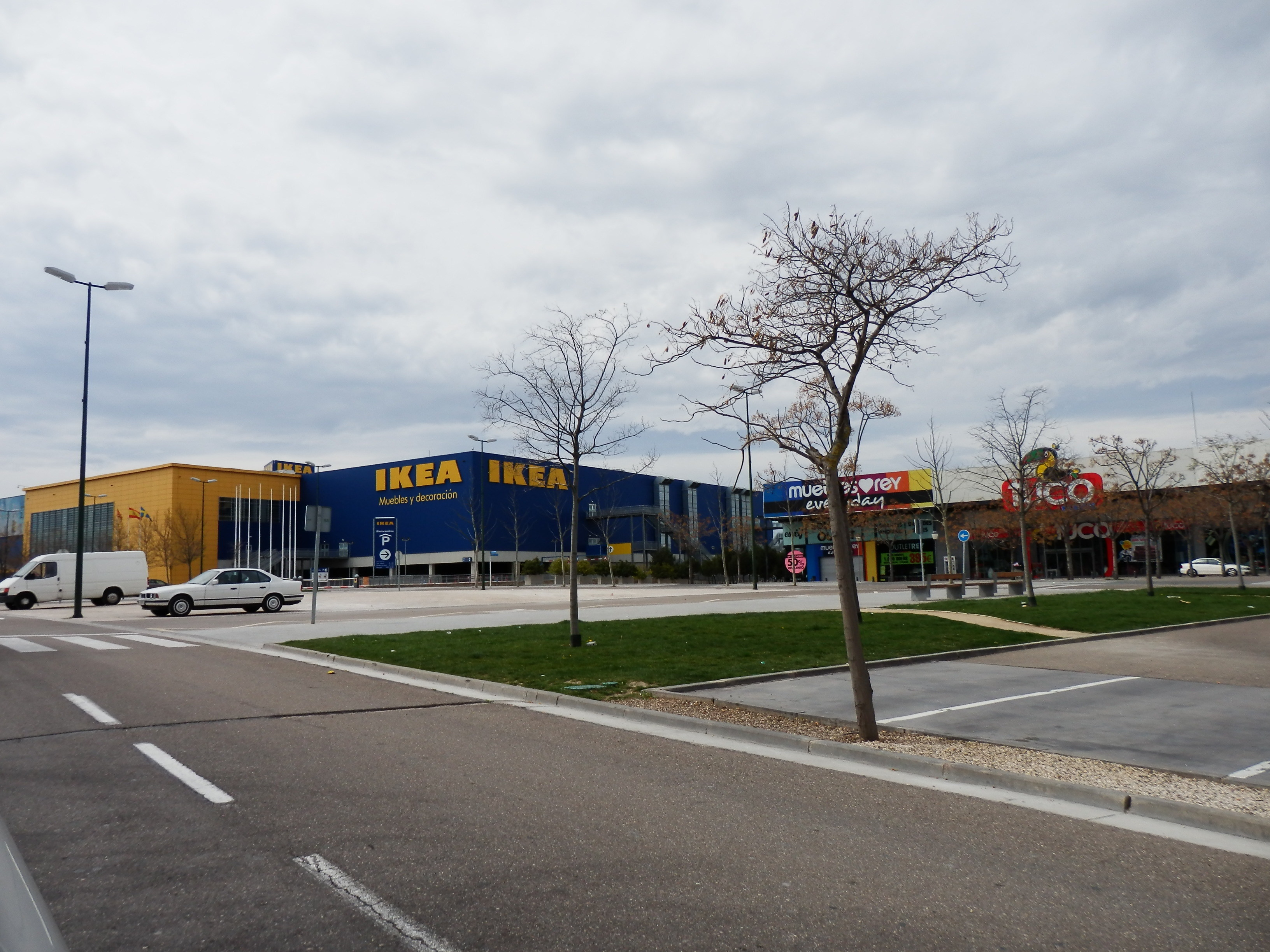
Ikea

## Zones industrielles

### PTR
Industrias López Soriano a promu le parc technologique de recyclage López Soriano (PTR). Des entreprises de récupération de véhicules, d'appareils ménagers, de pneus, de ferraille et d'équipements électriques et électroniques (DEEE) y sont installées.
Il présente un axe central de 4800 m de long et 120 m de large, formé par l'avenue José López Soriano et l'avenue Ozone. Sur l'axe se trouvent de grands ronds-points avec des monuments tels qu'une grande roue, un avion et un globe terrestre.
La superficie totale de la zone à aménager était de 835 ha. Le volume des terres à excaver et à remblayer était d'environ 26 millions de m³. Il a permis de créer 218 hectares d'espaces verts, 1 420 000 m² de routes, trottoirs et parkings, 62 km de canalisations en PVC pour les eaux de pluie, 60 km de canalisations dans le réseau d'eau industrielle et 59 km de canalisations dans le réseau d'eau potable. Acciona a terminé les travaux le 28 mai 2008.
Aceralia, qui fait partie du groupe ArcelorMittal, a déménagé l'entreprise, qui était située dans le quartier Picarral de Saragosse. Elle a réalisé un investissement de 100 millions d'euros et a commencé ses activités en 2007.
La mairie de Saragosse a mis en service le complexe de traitement des déchets urbains de Saragosse depuis février 2009. Il s'agit d'un investissement de plus de 100 millions d'euros financé par les Fonds de cohésion de l'Union européenne et le conseil municipal de Saragosse. Il a créé 150 emplois directs et permet :
La récupération de matériaux en vue d'un recyclage ultérieur.
L'utilisation de la matière organique pour produire du biogaz et du compost.
La production d'énergie électrique : le biogaz obtenu est transformé en énergie électrique au moyen d'une installation de cogénération.
Des entreprises telles que Weber. Saint-Gobain, Gesneuma, Kalfrisa, Valorfrío, Vehículos Fuera de Uso S.L., Metalquex, Hierros Ayora, RAAEE, Recieder et Algeco.

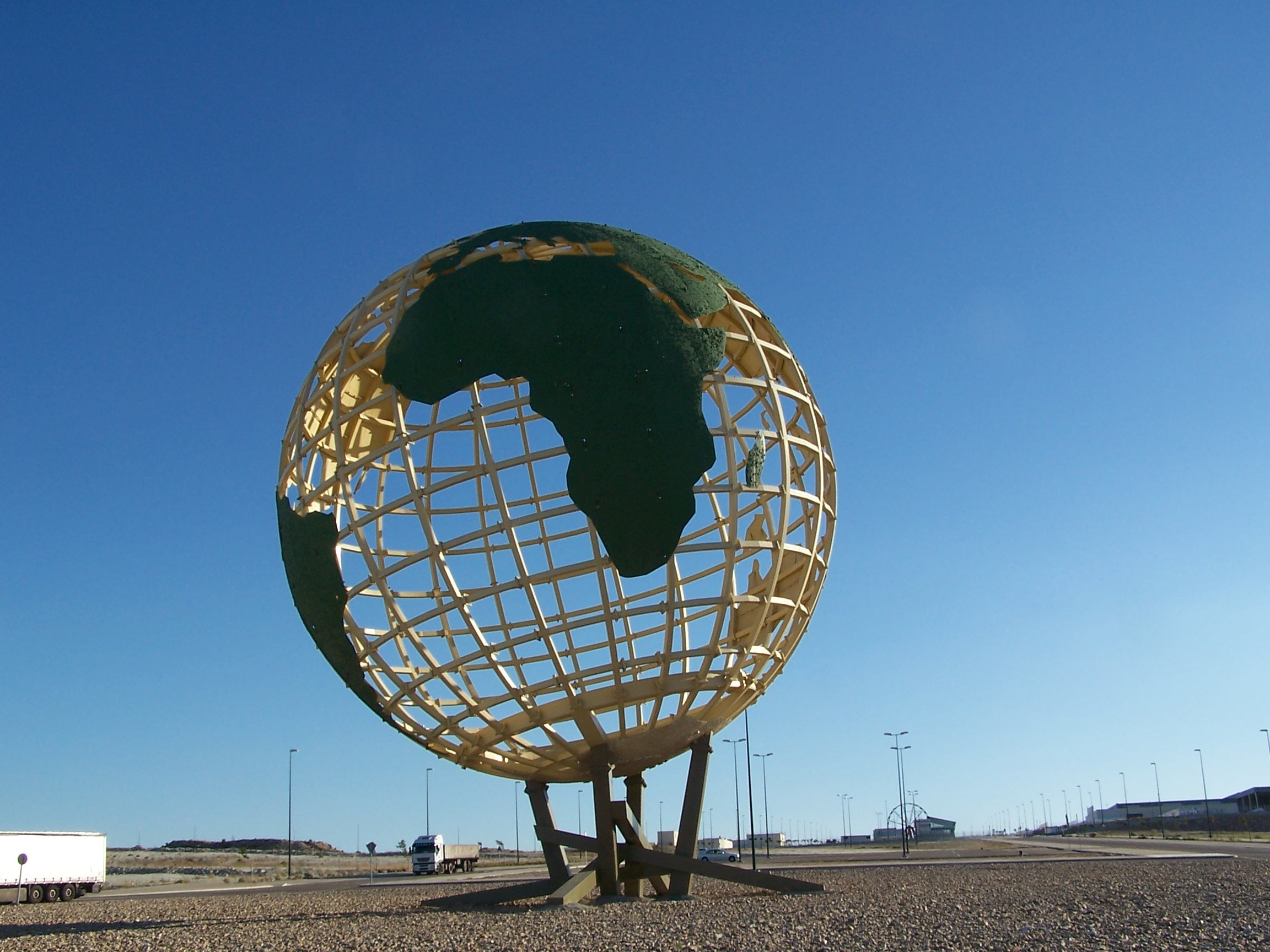
Globe sur le PTR
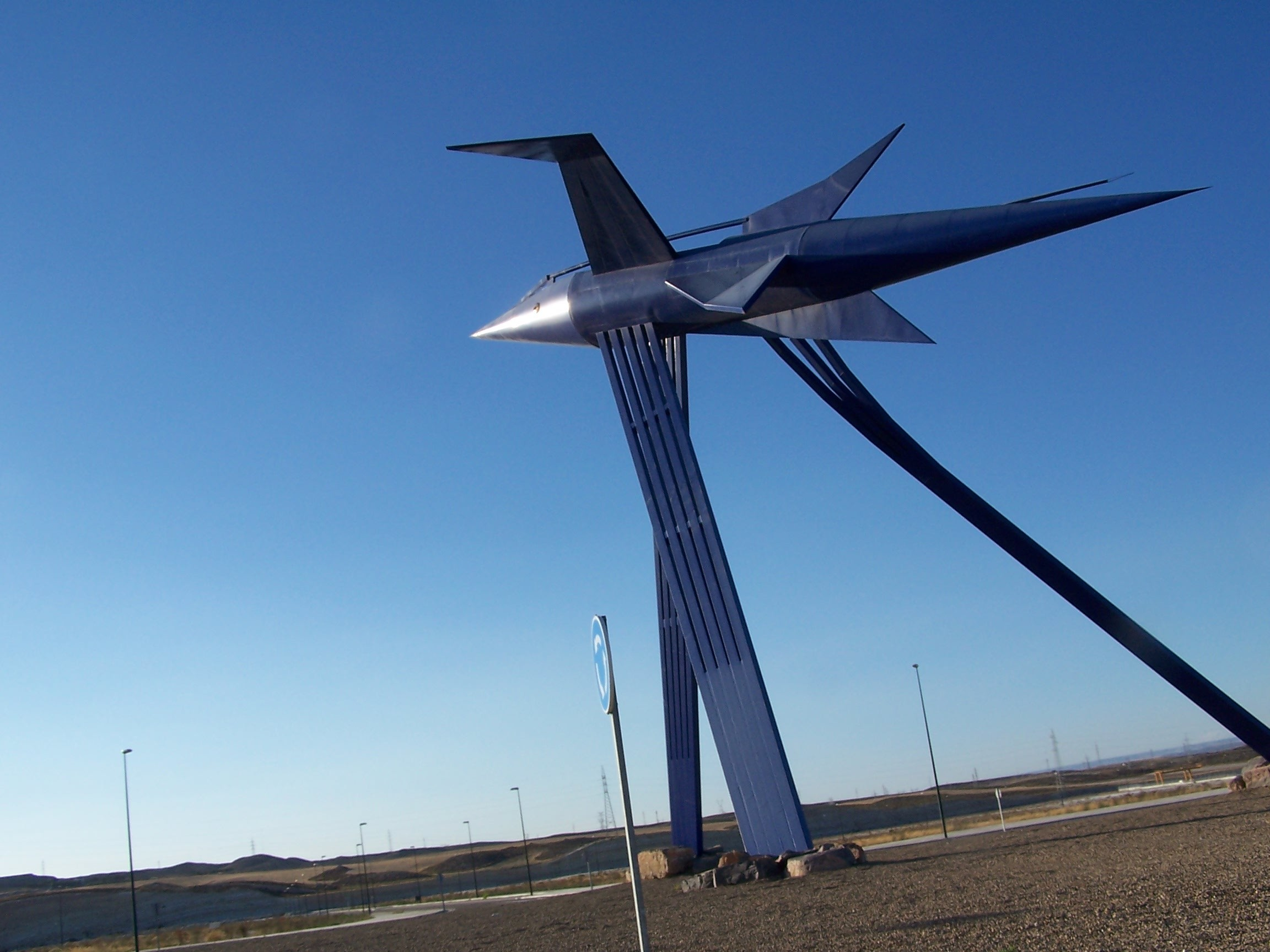
Avion dans le PTR

### Empresarium
Parc d'affaires Empresarium. Cette zone industrielle est située entre les districts de Torrero-La Paz et de La Cartuja Baja.

## Le CDM Torrero

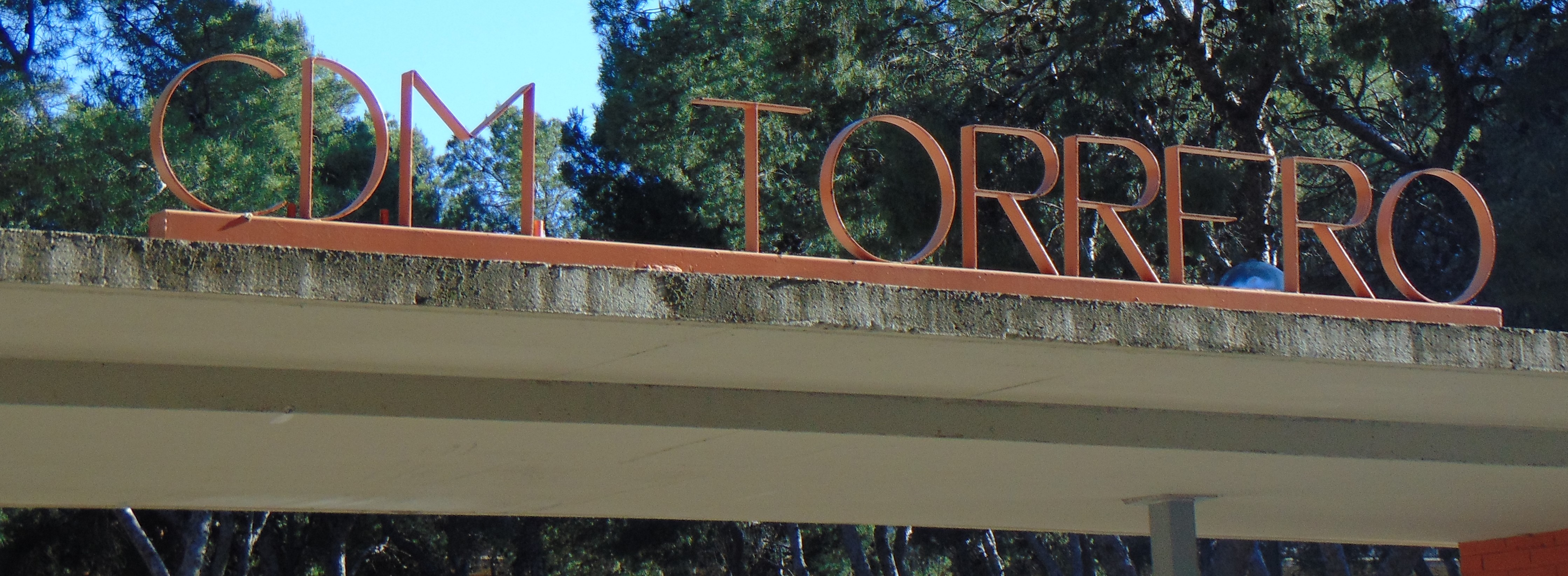

Cette installation sportive a été achevée en 1997. Il est situé près des Pinares de Venecia et du cimetière de Torrero, plus précisément dans la rue Oviedo.
Ce centre sportif municipal se caractérise par le grand nombre et la diversité des installations sportives qu'il offre au public. Il convient de souligner sa piscine de 50x25 m et son pavillon couvert de 44x22 m, ainsi que ses quatre courts de paddle tennis.